# Пулатхан
Пулатха́н (иногда также называют Полатхан, Палатхан) — столовая гора в северо-западных отрогах Чаткальского хребта — западной части Срединного Тянь-Шаня, расположена в Ташкентской области Республики Узбекистан.

## Географическая информация
Плато расположено в 11 километров на юго-восток от вершины Большого Чимгана. С вершины Чимгана — это небольшая плоская площадка неправильной треугольной формы, вытянутая с юго-востока на северо-запад на расстояние порядка 5 км. Длина юго-восточного борта до 3 км. Северо-восточный и юго-восточный борта — крутые обрывы, ступенчато и круто спускающиеся к рекам Терекли и Караарча. Юго-западный борт в своей юго-восточной части обрывистый, крутой, а его северо-западная часть более пологая и почти без обрывов спускается к руслу р. Азалсай (левый приток р. Терекли). Все реки, окружающие Пулатхан, входят в бассейн реки Акбулак (левого притока Чаткала).
Площадь плато составляет примерно 8 км², максимальная высота — 2823 метра. Наиболее приподнят юго-восточный борт (~2800 м.), северный борт более низкий (~2700 м.) с максимальной отметкой 2732 м в центральной части, а на северо-западе максимальная отметка 2745 м. Юго-западный борт в своей юго-восточной части имеет высоту до 2800 м, постепенно снижаясь к северо-западу до высоты 2600 м. В этом же направлении (с юго-востока на северо-запад) постепенно снижается вся поверхность плато. На плато располагаются два триангуляционных знака: в западной части (2745 метров) и в восточной, около высшей точки плато.

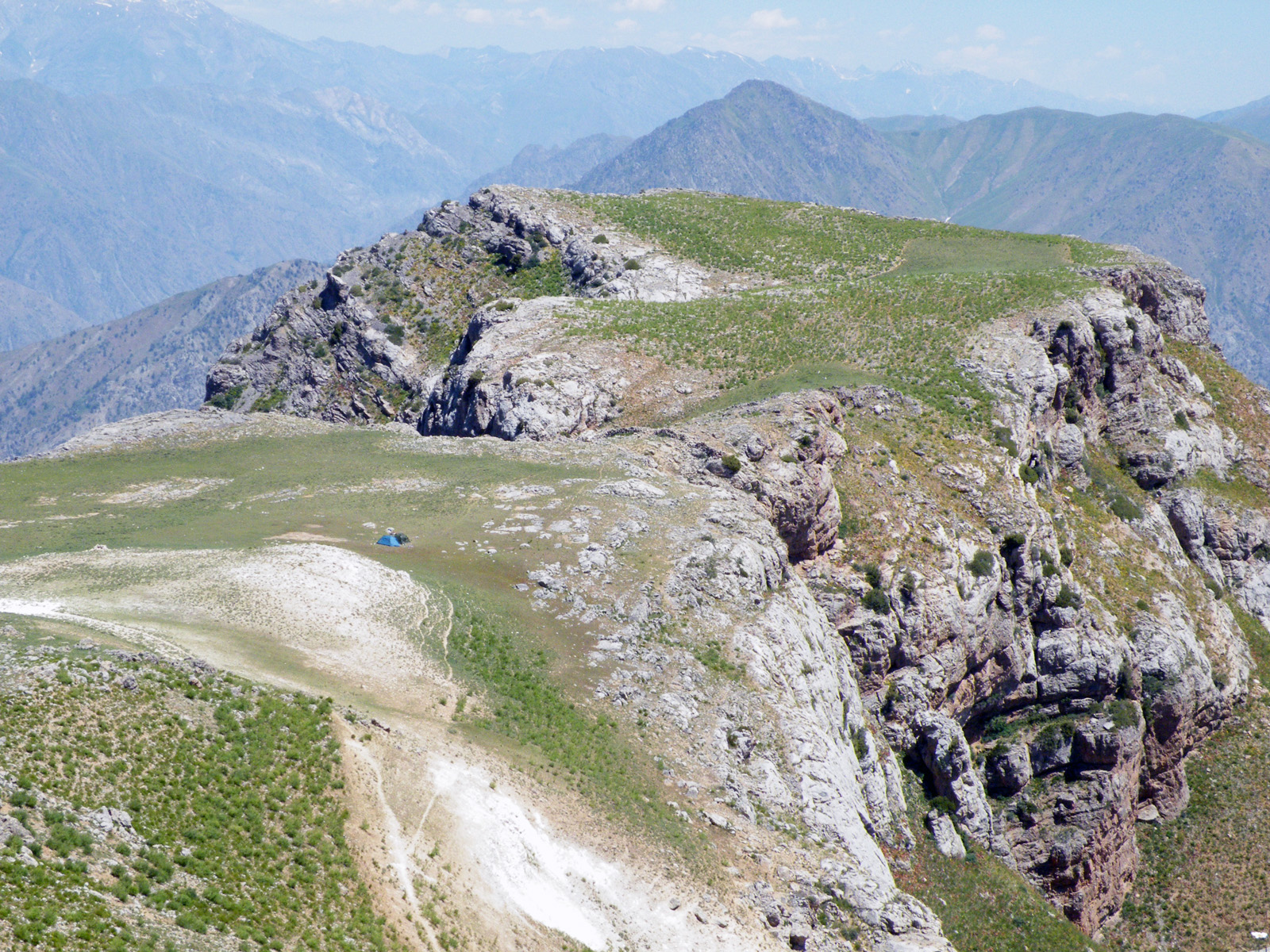
Малый Пулатхан, перемычка и стена Пулата на ней

В восточной части Пулатхана имеется родник. В весеннее время посреди плато протекает ручей, не имеющий стока. Вода из ручья просачивается сквозь недра плато и вытекает из стен плато, образуя водопады. Пулатхан изобилует пещерами (самая глубокая — пещера Зайдмана, глубиной 506 метров) и карстовыми воронками. На восточном краю Пулатхана располагается плато, площадью 200 м², соединённое с основным плато узким перешейком, шириной в 10-15 метров. Поперёк перешейка сложена рукотворная каменная стенка метровой высоты. Это плато называют малым Пулатханом из-за сходства формы со столовой горой. В скале на малом Пулатхане располагается пещера Айим-Кавор, которая имеет глубину 20 метров.
С различных точек плато открываются виды на вершины-трёхтысячники Большой Чимган, Охотничий (Аукашка), Кызынура; на перевалы Тахта, Туманный, Сыпучий, Чиланзарчоуки (Комсомолец), на урочище Майдантал, на долины рек Терекли, Караарча, Акбулак, Азалсай.

### Туристические маршруты

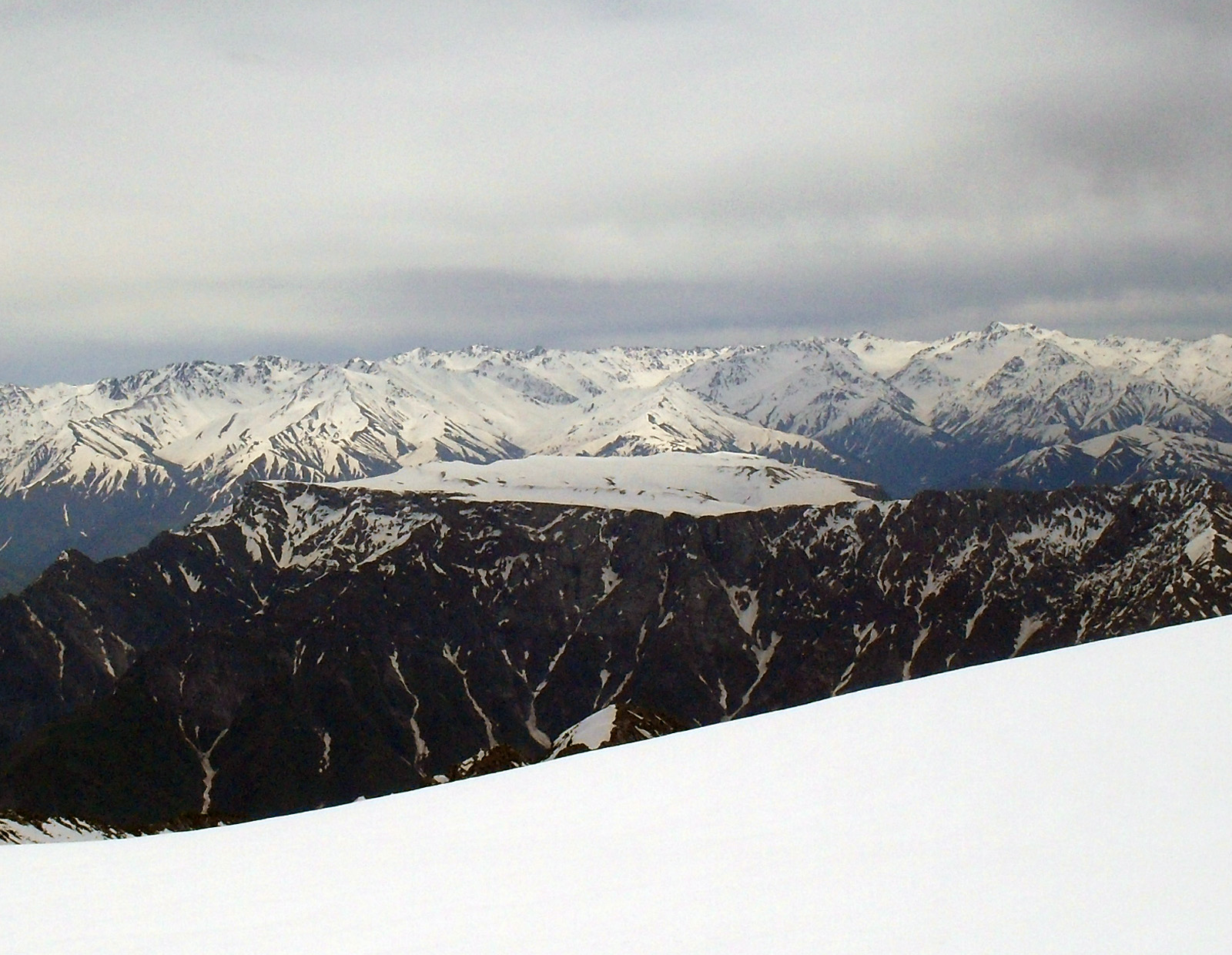
Вид на Пулатхан с вершины Большого Чимгана в начале мая

Неподготовленным туристам, без снаряжения, попасть на плато возможно только по тропинке с западной стороны через так называемые ворота Пулатхана. Наиболее популярны следующие туристические маршруты
- долина р. Аксаката (Майдантал) — урочище Тешикташ в долине Аксакаты, и далее по вьючно-пешеходной тропе, которая выходит на северо-западную оконечность плато Пулатхан.
- дом отдыха Кумышкан в Паркентском районе, далее по грунтовой дороге через перевал в долину Аксакаты (местность Тутамгалы) — урочище Тешикташ в долине Аксакаты, и далее по вьючно-пешеходной тропе на Пулатхан.
- Бельдерсай, и потом по вьючно-пешеходной тропе, проходящей через перевалы Чет-Кумбель, Тахта, вершины Джар (2936 м.) и Карангур (2942 м.), и далее — на Пулатхан.
- Бельдерсай — долина реки Нуреката — хребет Мирзабай и выход на хребет Минжилки, далее по широкой тропе через вершину Карангур на плато
- урочище Чимган — западный гребень Большого Чимгана — «Бельдерсайская стена» и потом по вьючно-пешеходной тропе, проходящей через перевал Тахта, вершины Джар (2936 м.) и Карангур (2942 м.), и далее — на Пулатхан.

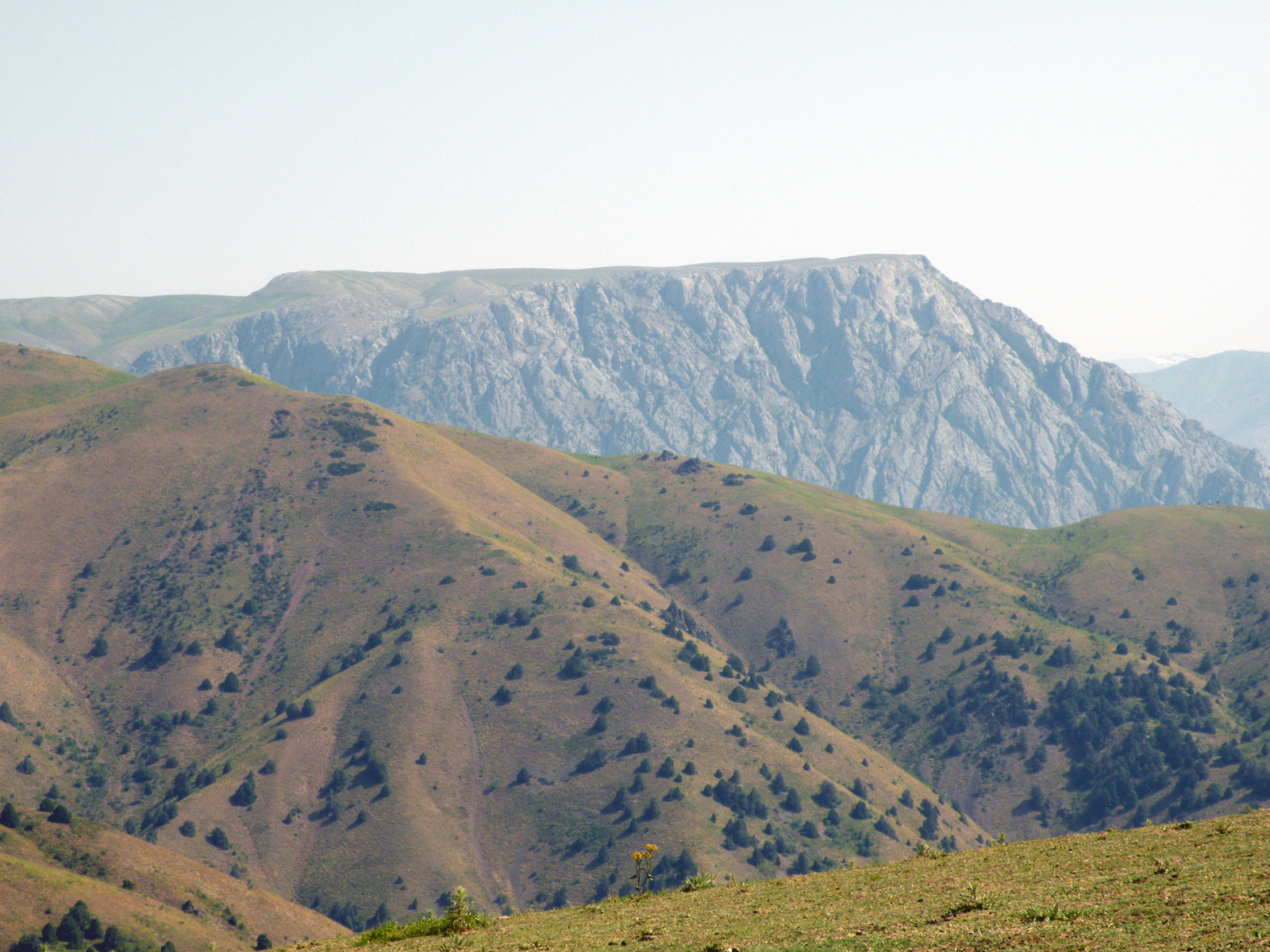
Вид на Пулатхан с перевала Ак-тахта (с юга)

Все эти маршруты включают в себя единственную трассу — от г. Карангур до самого плато, протяжённостью порядка 8-10 км, другого пути на плато не существует. От горы Карангур до ворот плато весь путь проходит на высоте 2400—2800 метров, где воздух уже разреженный. Расстояние от автомобильных дороги до плато по тропам составляет более 30 километров, поэтому, с учётом высокогорья и рюкзаков путь на Пулатхан занимает около двух дней. Некоторые туристы умудрялись «пробегать» этот путь за один световой день.
При наличии снаряжения и навыков скалолазания, возможно восхождение на плато по «стенкам», со стороны реки Караарча.

### Климат
Климат — высокогорный. В июле дневные температуры не превышают 20..25 °C, в январе снижаются до −25..-30 °C. Снежный покров достигает мощности 60..80 см и сохраняется на северном склоне до середины июля, а в некоторые годы и круглогодично. Основное количество атмосферных осадков выпадает в осенне-зимне-весеннее время (октябрь-май) и достигает 1500..1600 мм/год.

## Историческая значимость
Плато Полатхан является естественной крепостью, с единственным входом, пригодным для перемещения войск. Плато могло охраняться небольшим гарнизоном, с другой стороны, оно имеет большую площадь — около восьми квадратных километров, на которых можно содержать до 8 тысяч коз, из расчета, что кормовая база одной козы — 10 соток, что позволяло обеспечить питанием небольшой гарнизон и жителей, общим количеством до двухсот человек в течение неограниченного времени. Это единственное место в Средней Азии с подобными условиями. На протяжении четырёх тысяч лет местная элита эвакуировалась туда в случае войн и народных волнений. Проход на плато охранялся тремя крепостями, следы которых сохранились, призванными не столько задержать наступление вражеских войск, сколько в мирное время не допустить туда праздношатающихся, которые могли выведать обходные пути и поведать о них неприятелю.

## Геологическое строение
Поверхность плато, прилегающая к юго-западному борту, покрыта каменной россыпью причудливо выветренных форм. Размер обломков — от нескольких сантиметров до двух метров и более. Они сложены серыми и тёмно-серыми известняками, реже — доломитами. При раскалывании обломки издают резкий неприятный запах, похожий на запах сероводорода. Тёмно-серая (почти до чёрной) окраска и резкий неприятный запах обусловлены значительной примесью захороненного в них органического вещества.
Известняки (CaCO₃) и доломиты ([Ca,Mg]CO₃), слагающие плато — это окаменелые карбонатные илистые осадки мелководных заливов морских водоёмов позднедевонской и раннекарбоновой эпох, существовавших в западной части Срединного Тянь-Шаня 370…345 млн лет назад. Они слагают карбонатную толщу мощностью (толщиной) до 1200…1300 метров.

### Геологическая история плато
Плато — остаток древнего мезозой-палеогенового (эоценового) пенеплена, возникшего на месте позднегерцинских гор Западного Тянь-Шаня. Поверхность плато начала формироваться 240…203 млн лет назад (средний-поздний триас) и с несущественными изменениями сохранилась до настоящего времени и продолжает формироваться и сейчас. Таким образом, плато Пулатхан — уникальный памятник природы, в виде массива наиболее древних горных пород в районе — известняков и доломитов верхнего девона-нижнего карбона. Этот блок приподнят по разломам над более молодыми горными породами среднего-верхнего карбона. Он незначительно изменился внешне, но претерпел значительные изменения и преобразования в глубоких горизонтах мощной карбонатной толщи позднего девона-раннего карбона за прошедшие более 300 миллионов лет истории её существования.

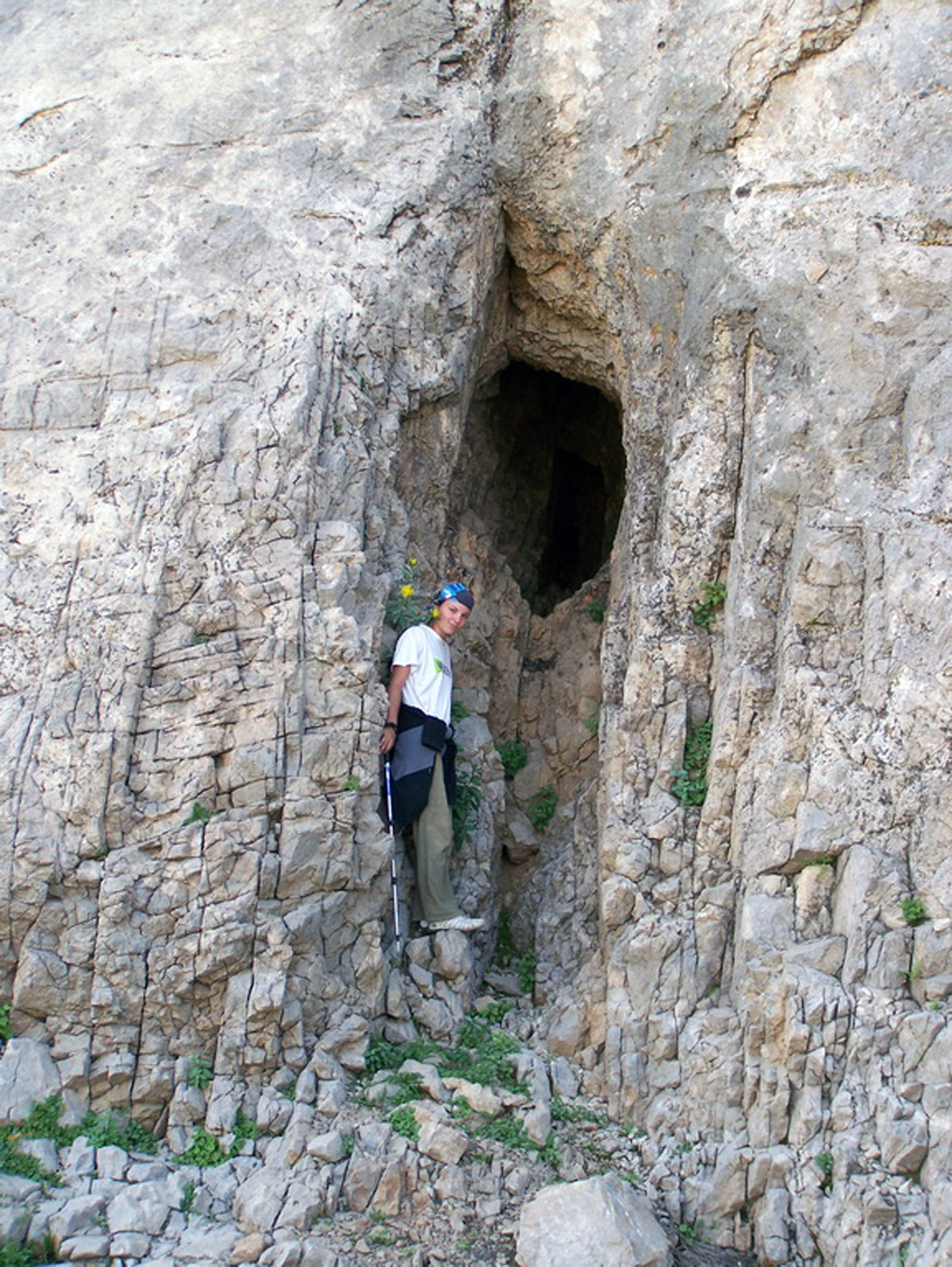
Пещера в боковых обрывах плато

В позднегерцинскую орогению в позднем карбоне-перьми-раннем триасе (325…240 млн лет назад) в этой части Западного Тянь-Шаня проявилась активная вулканическая деятельность. Она завершилась созданием герценид — горных складчатых сооружений, протянувшихся широкой дугой от Западного Тянь-Шаня через Кызылкумы, Приаралье, Аральское море, северное Приаралье и соединившихся с герценидами Урала.
Со среднего триаса (240 млн лет назад) начинается интенсивное разрушение герцинид Западного Тянь-Шаня, происходит их пенепленизация и превращение в обширную Туранскую низменность, на которой господствовал тёплый влажный климат с чередованием влажных и засушливых периодов в течение года. Подобный климат в настоящее время наблюдается в саваннах Африки и Деканском плоскогорье в Индии. Этот период охватывает средний-поздний триас (240…203 млн лет). Такой климат способствовал интенсивному развитию процессов выветривания с образованием белёсой, серовато-белой аллитной (бокситоносной) коры выветривания. На плато Пулатхан она развивалась на известняках и доломитах, слагающих плато. Процессам выветривания кроме климата благоприятствовало обогащение известняков и доломитов захоронённым органическим веществом, которое усиливало процессы выветривания и способствовало развитию карстообразования. Мощность аллитной коры выветривания на плато достигает 15 метров, и она сохранилась на плато в виде отдельных фрагментов. Она покрыта незначительным плащом лёсса, на котором развит современный почвенный покров.

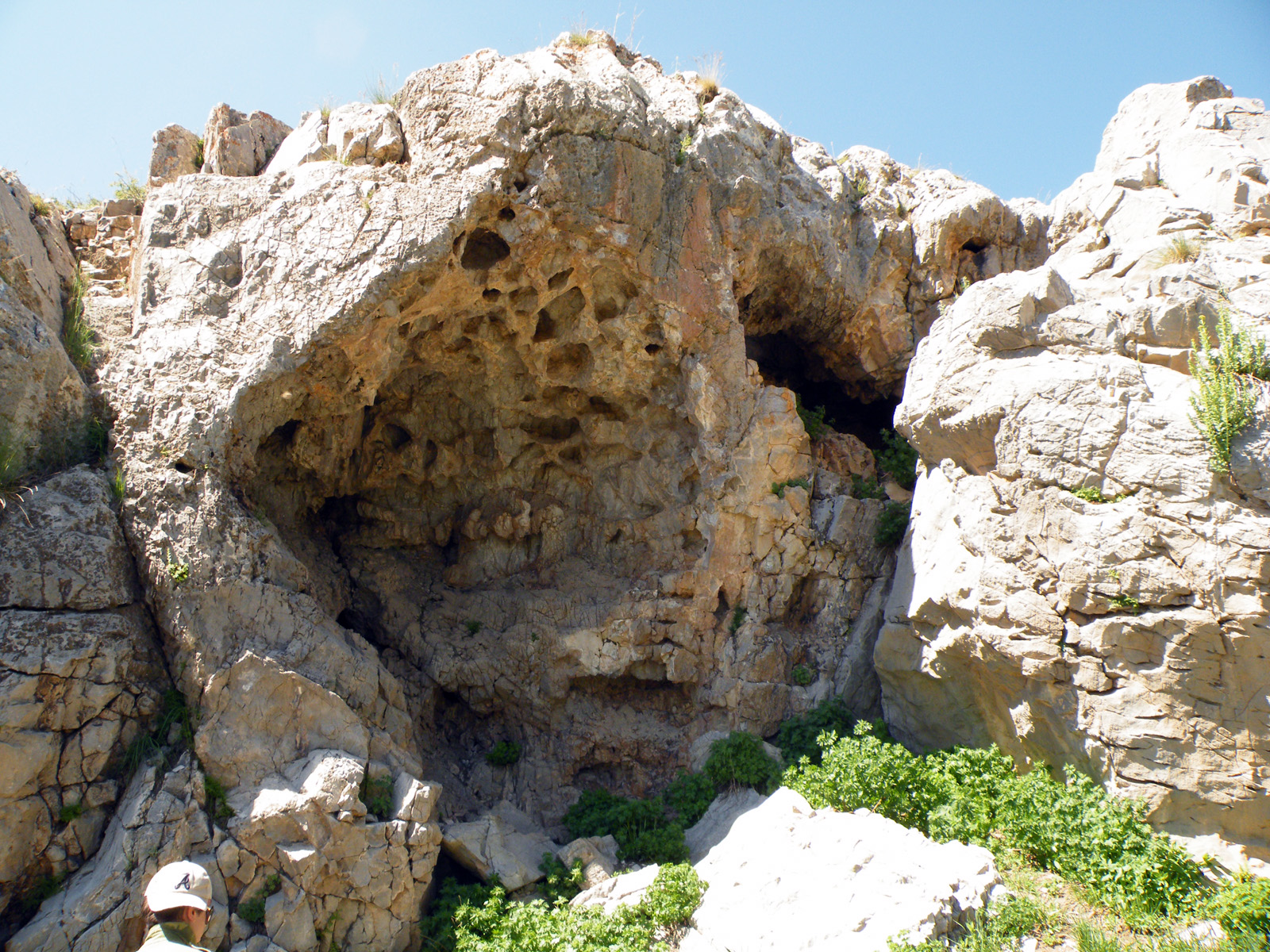
Карстовые явления на поверхности плато

В юрский период (203…135 млн лет назад) тёплый влажный климат без чередования влажных и засушливых времён года привёл к затуханию процессов бокситообразования, но карстообразование сохраняется, и даже аридизация в позднеюрскую эпоху и семиаридный (полусухой) климат мелового периода (135…65 млн лет назад) не остановили этот процесс, равно как и дальнейшую пенепленизацию западной части древнего складчатого и позднегерцинского Тянь-Шаня.
Подъём уровня Мирового океана, начавшийся в среднеюрскую эпоху (170 млн лет назад) обусловил постепенное приближение морского бассейна древнего океана Тетис с юго-запада и запада Средней Азии к пенепленизированному Западному Тянь-Шаню. Позднемеловая трансгрессия моря достигает Приташкентского района и левобережья р. Аксаката в позднем туроне (92…88 млн лет назад).
При дальнейшем расширении трансгрессии в палеогеновом периоде в эоценовую эпоху (53…37 млн лет назад) тёплый мелководный морской бассейн (глубиной до 12…15 м.) достигает верховьев рек Аксакаты и её восточного правого притока — Нурекаты. Береговая линия эоценового моря, по-видимому, проходила где-то в 6…10 км западнее плато Пулатхан.

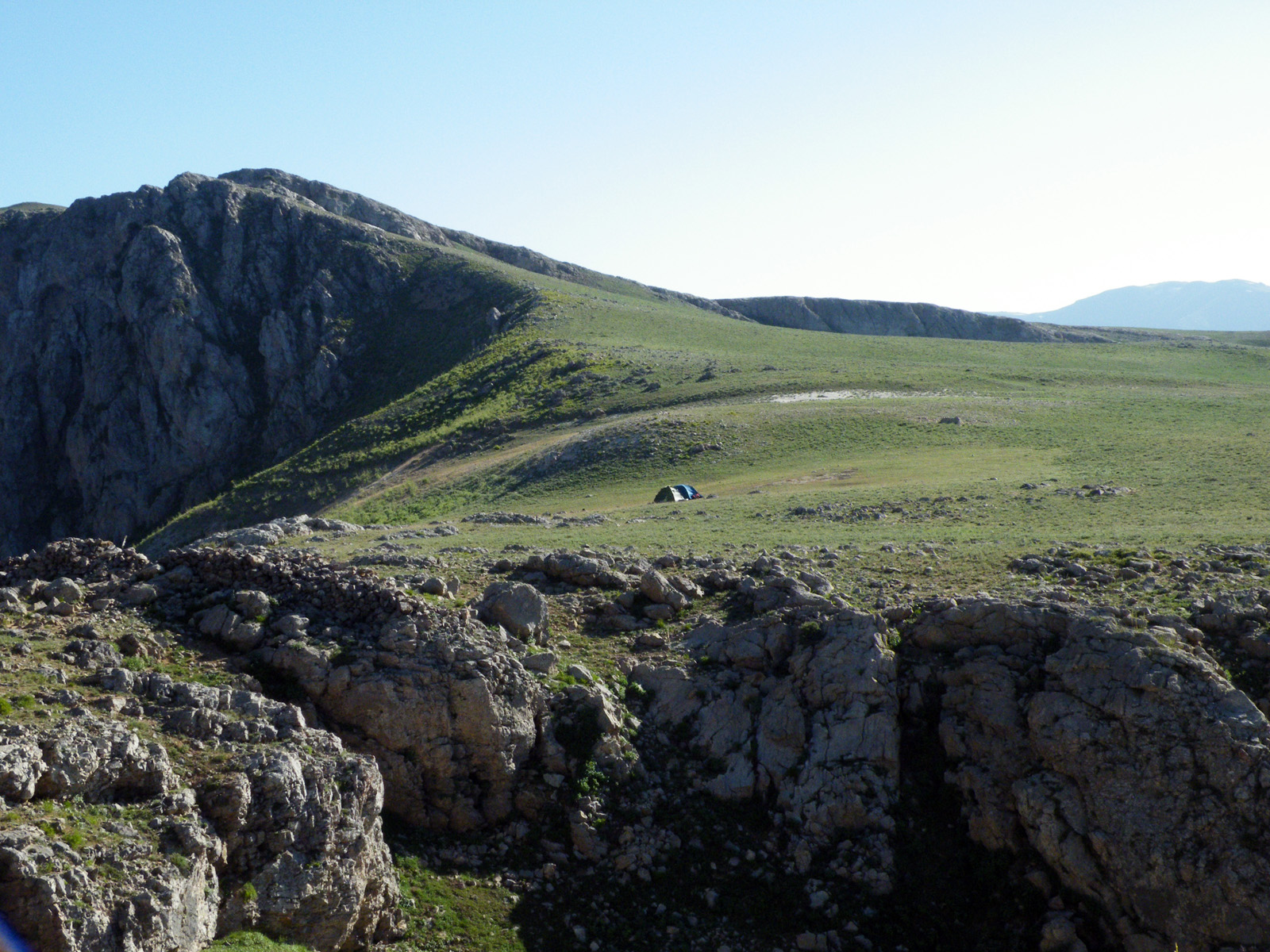
Обрывы восточной части — вид с малого Пулатхана

В конце позднего эоцена — в начале раннего олигоцена (37…33,7 млн лет назад) морской бассейн навсегда покидает постгерцинский мезозой-палеогеновый (эоценовый) Западно-Тянь-Шаньский пенеплен. Это грандиозное знаменательное событие является поворотным пунктом во всей истории восточной части Средней Азии. Оно было обусловлено поддвиганием Индийской континентальной плиты под южную окраину Евразийского континента в районе Памира и вызвало перерождение восточной части Западно-Тянь-Шаньского постгерциского мезозой-эоценового пенеплена — восточной части молодой постгерцинской Туранской платформы в молодой складчато-глыбовый Западный Тянь-Шань. Трансляция напряжений в земной коре от Памира постепенно передавалась на север и северо-запад, охватывая всё новые и новые районы пенеплена на Туранской платформе. То есть происходило постепенное перерождение пенепленизированных в мезозой-эоценовое время (240…33,7 млн лет назад) складчатых герцинид в молодой средне-позднеолигоцен-антропогеновый (33,7 млн лет назад — по настоящее время) неотектонический Западный Тянь-Шань, но уже не складчатый, а складчато-глыбовый, так как горы создавались подъёмом глыб стратисферы Земли разных размеров, и вершины хребтов молодого складчато-глыбового Западного Тянь-Шаня часто несут сохранившиеся в той или иной мере остатки древнего мезозой-эоценового пенеплена. Они частично подверглись разрушению более молодыми процессами эрозии и денудации, и другими современными поверхностными процессами.

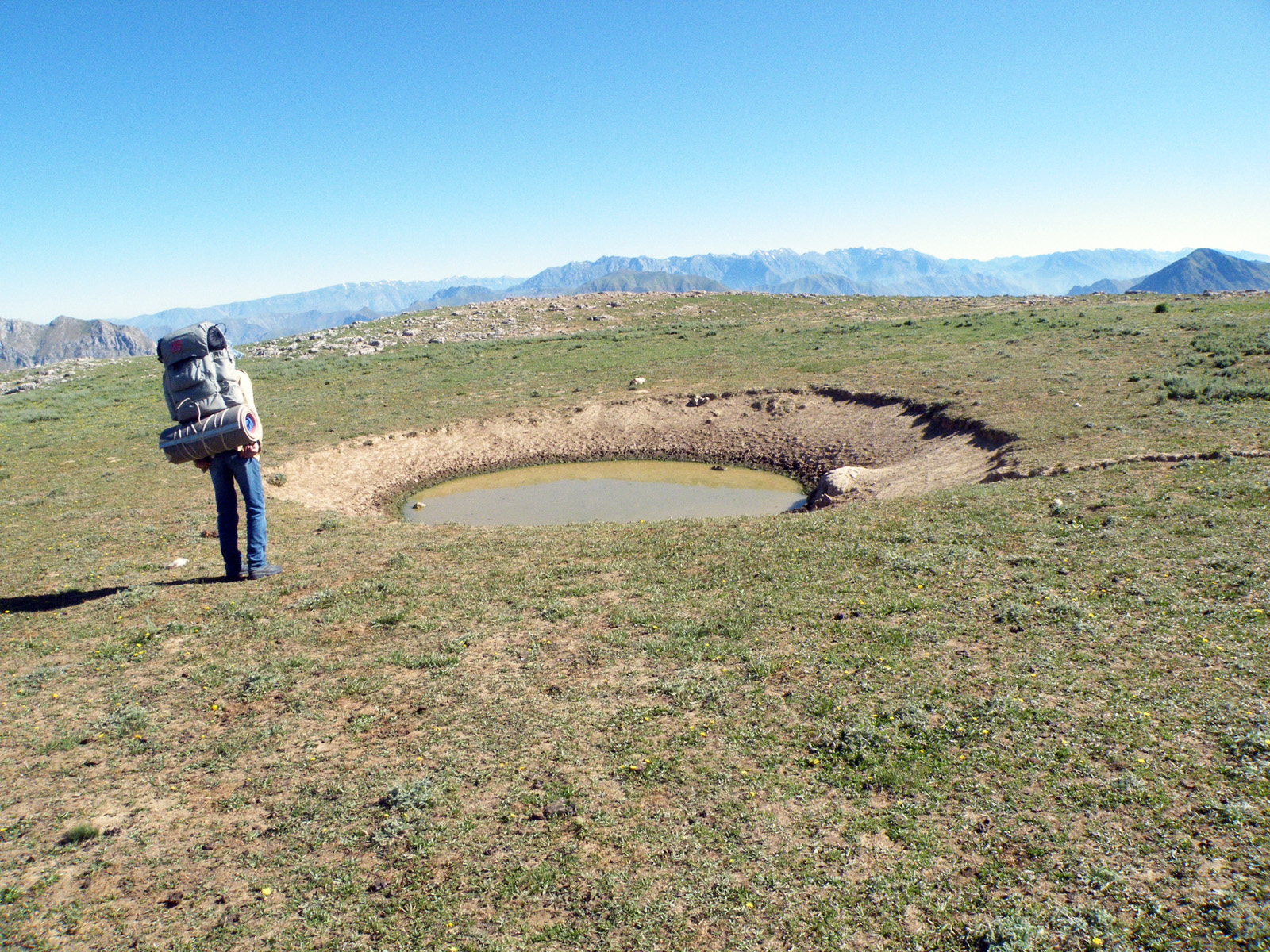
Карстовая воронка на плато

При формировании молодого неотектонического уже альпийского Западного Тянь-Шаня поднятие глыб стратисферы чаще всего происходило по омоложённым древним разломам герцинского и более древнего заложения и значительно реже — по вновь заложенным разломам. Амплитуда молодых вертикальных движений (погружение и опускание) на неотектоническом этапе (средний-поздний олигоцен по настоящее время) достигает 10…12 км. (если сравнить глубины опущенных межгорных впадин и высоты высоко поднятых обрамляющих их хребтов, например, Ферганской долины и её горного обрамления).
Амплитуды перемещения по омоложённым древним разломам за миоценовую эпоху (23,5…5,3 млн лет назад) достигают 500 м, а за плиоцен-антропогеновую (5,3 млн лет назад по настоящее время) — до 700 м. Перемещения по вновь заложенным молодым разломам за миоцен-антропоген достигают 2500…3000 м.
Относительная высота плато Пулатхан над окружающей местностью к концу миоценовой эпохи, по-видимому, достигала 450…500 м, а окружающих гор — до 1000…1500 м. Климат — жаркий, сухой. Постоянных водотоков ещё не было, и у подножия невысоких гор формировались конуса выноса из материала временных водотоков и селей. Их мощность достигала 700…800 м.

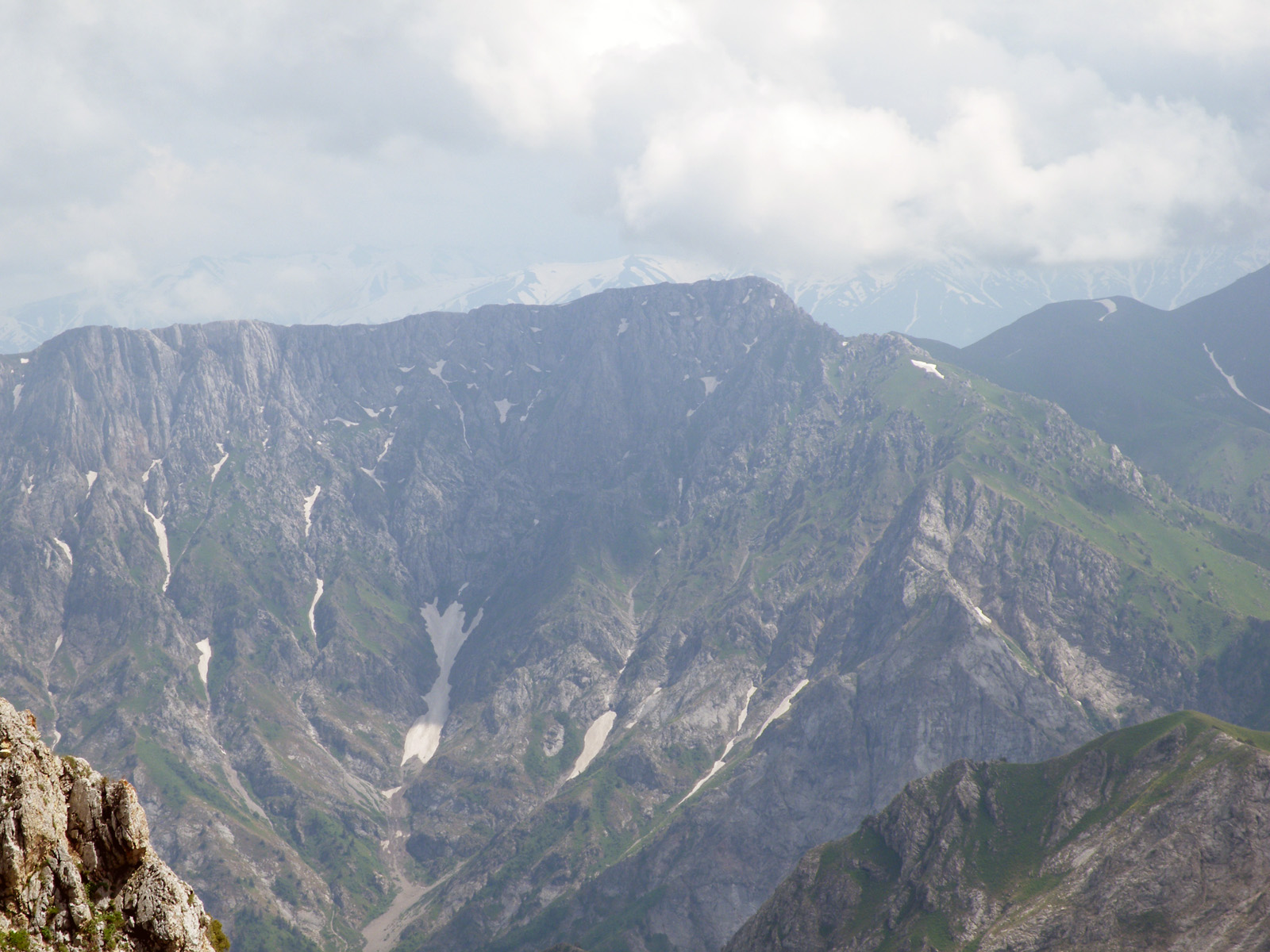
Обрывы в сторону Караарчи (северная сторона)

 В плиоцен-антропогене резко возрастает интенсивность тектонических движений и скорость воздымания гор. Их высота достигает 3000 м и более. В горах появляются ледники и постоянно действующие водотоки: Чаткал, Коксу, Пскем. Слившиеся, они образуют Чирчик, в который немного ниже впадают Угам и Аксаката. На предгорных равнинах климат остаётся сухим, но более прохладным, обитают древние слоны, жирафы, антилопы, степные грызуны и черепахи. Появляется степная растительность, плато Пулатхан достигает современной высоты 2700…2800 м.
Пулатхан — уникальный памятник природы, маленькое пятнышко сохранившегося древнего постгерцинского мезозой-эоценового пенеплена, уцелевшего с почти неизменной древней поверхностью от всех природных катаклизмов на протяжении 240 млн лет!
Со временем карбонатная толща стала разрушаться: сначала преобразовалась в кору выветривания верхняя часть толщи позднего девона-раннего карбона на поверхности Земли, в дальнейшем, в результате выщелачивания (разложения и растворения) стал усиленно развиваться карст внутри мощной карбонатной толщи.
В истории формирования карста, по имеющимся немногочисленным наблюдениям и данным экспедиций, предполагается выделение следующих этапов:
1. Среднетриас-олигоценовый этап (240…23,5 млн лет назад). Он проникал до глубины примерно 300…350 м. Его пещеры были вскрыты и выведены на дневную поверхность в начале миоцена (23,5 млн лет назад) и в настоящее время обнажаются в верхнем этаже обрывов на высотах 2500…2700 м. По-видимому, глубина развития таких пещер может достигать 2823 м.-2500 м. = 323 м, то есть около 300…350 м от современной поверхности плато.
2. Миоценовый этап (23,5…5,3 млн лет назад). Он контролируется обрывами с абсолютными отметками 2000…2400 м. Пещеры в обрывах не вскрыты, их сеть развита, по-видимому, до глубины 2823 м.-2000 м.=823 м от дневной поверхности.
3. Плиоцен-антропогеновый этап продолжается по настоящее время, отражается в образовании обрывов на уровне 1700…2000 м. Он подчёркивается многочисленными родниками на северном, юго-восточном и юго-западном бортах плато, приуроченным к отметкам на уровне 1600…1800 м. По-видимому, эти родники вытекают из самых нижних горизонтов размещения карстовых пещер. Относительно короткий по времени срок их формирования, по-видимому, не способствовал наличию пещер больших размеров.

Таким образом, глубина развития активного карста от поверхности плато составляет порядка 1000…1200 м. Начальные процессы карстообразования (пассивный карст) контролируются местным базисом эрозии — урезами воды в водотоках на юго-западном борту по Азалсаю до 1500 м, на северном борту по Караарче до 1200 м, а на юго-восточном борту по Терекли до 1100 м и ниже.

### Урочище Джайляуча
В направлении на юго-восток от высшей точки плато, в треугольнике, образованном слиянием рек Акбулак и Терекли, располагается очень похожее образование (урочище Джайляуча), но на несколько меньших высотах (порядка 2000…2200 м.) с хорошо сохранившимися следами древнего пенеплена и очень напоминающее Пулатхан по своему внешнему облику, но несколько меньшее по размерам. Точно так же, как и Пулатхан, оно сравнительно плоское, с уклоном в ту же сторону, что и Пулатхан, и резкими обрывами в сторону рек Акбулак, Терекли и Ташкескен (Каинсай, правый приток реки Терекли). Но оно сложено гранитоидами (магматическими горными породами) среднего карбона, которые по своим свойствам резко отличаются от карбонатной толщи Пулатхана и неблагоприятны для развития карста.

### Выветривание
В результате выветривания и эрозии, камни на поверхности плато принимают причудливые формы

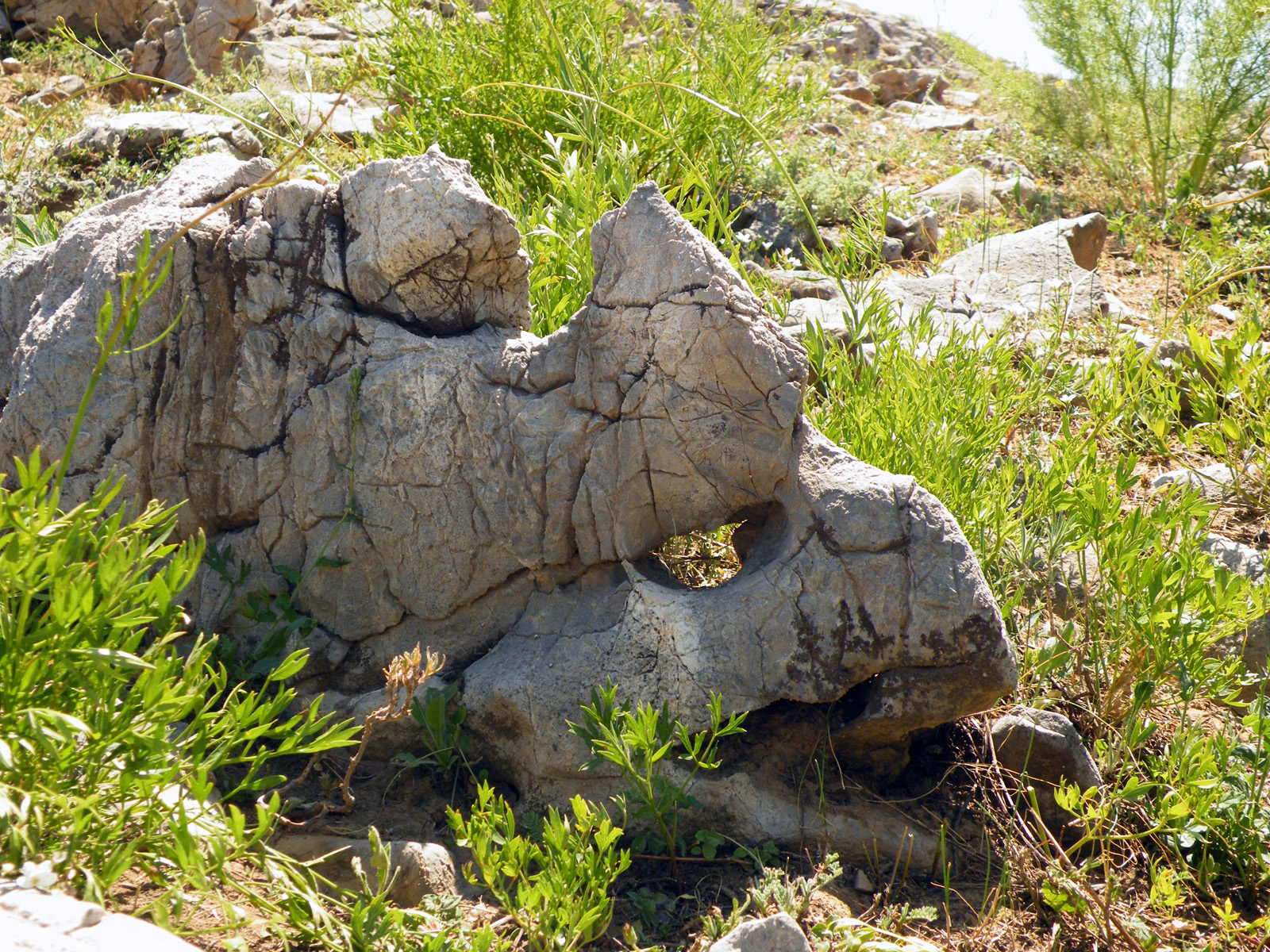
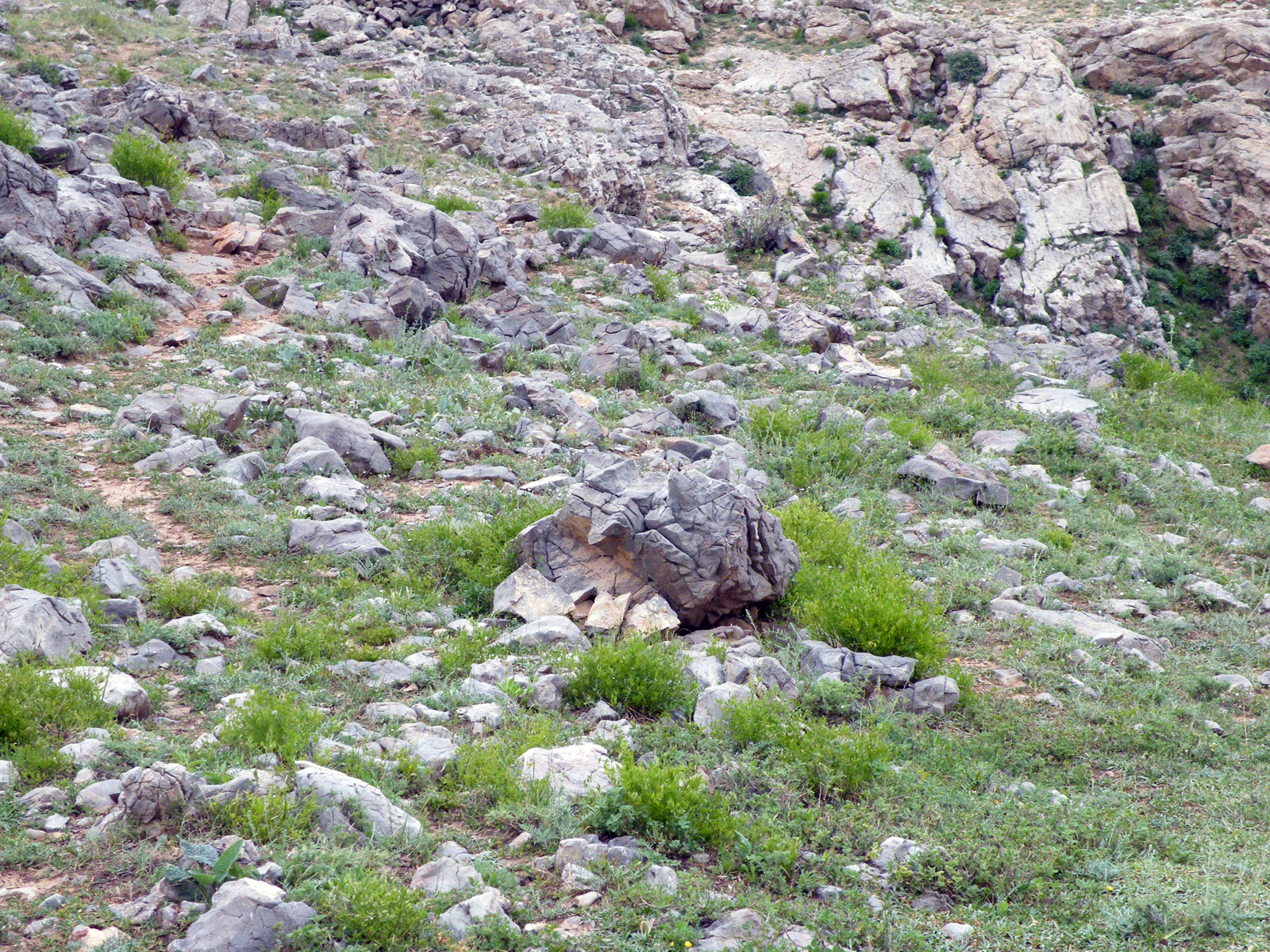
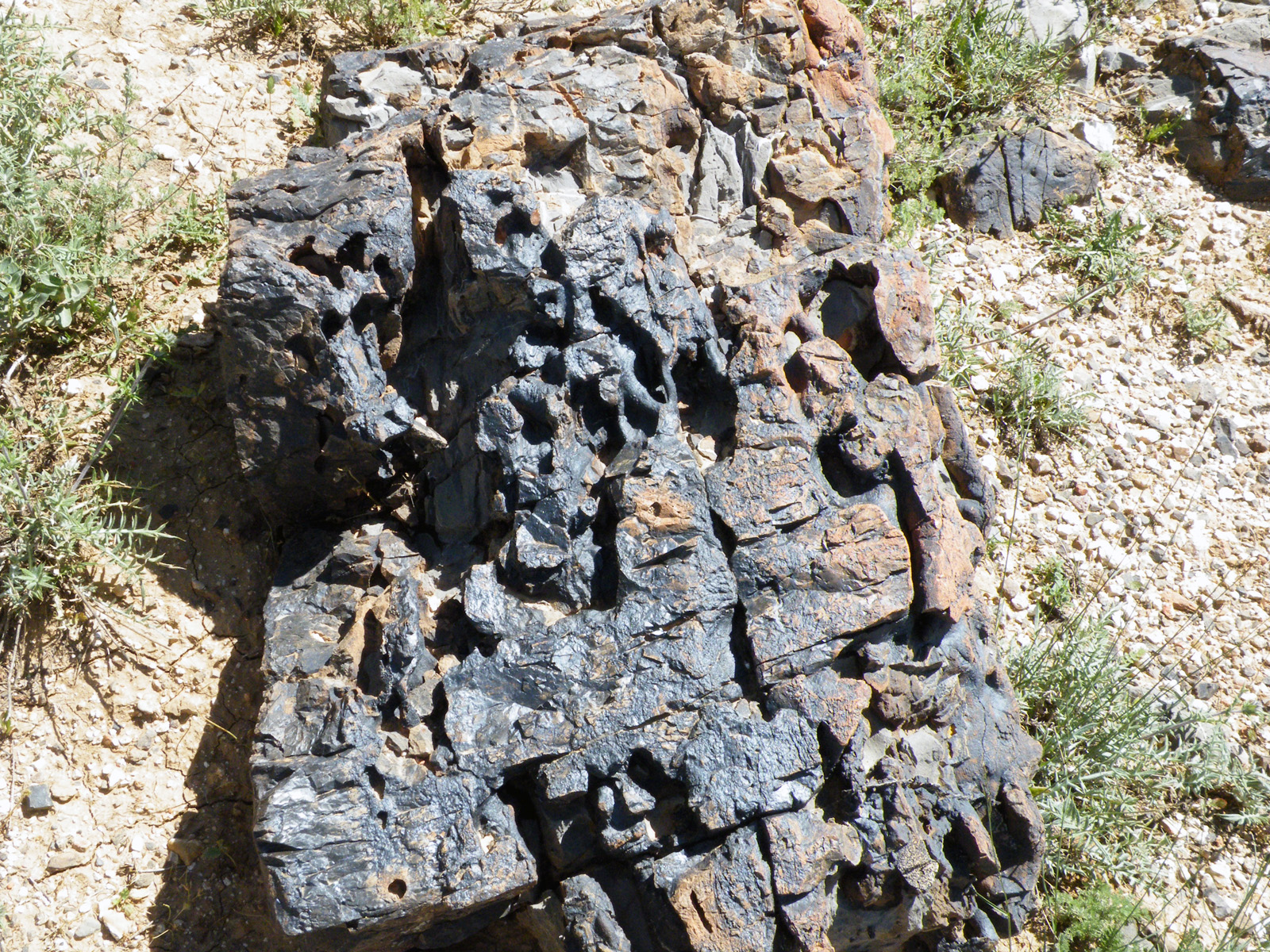
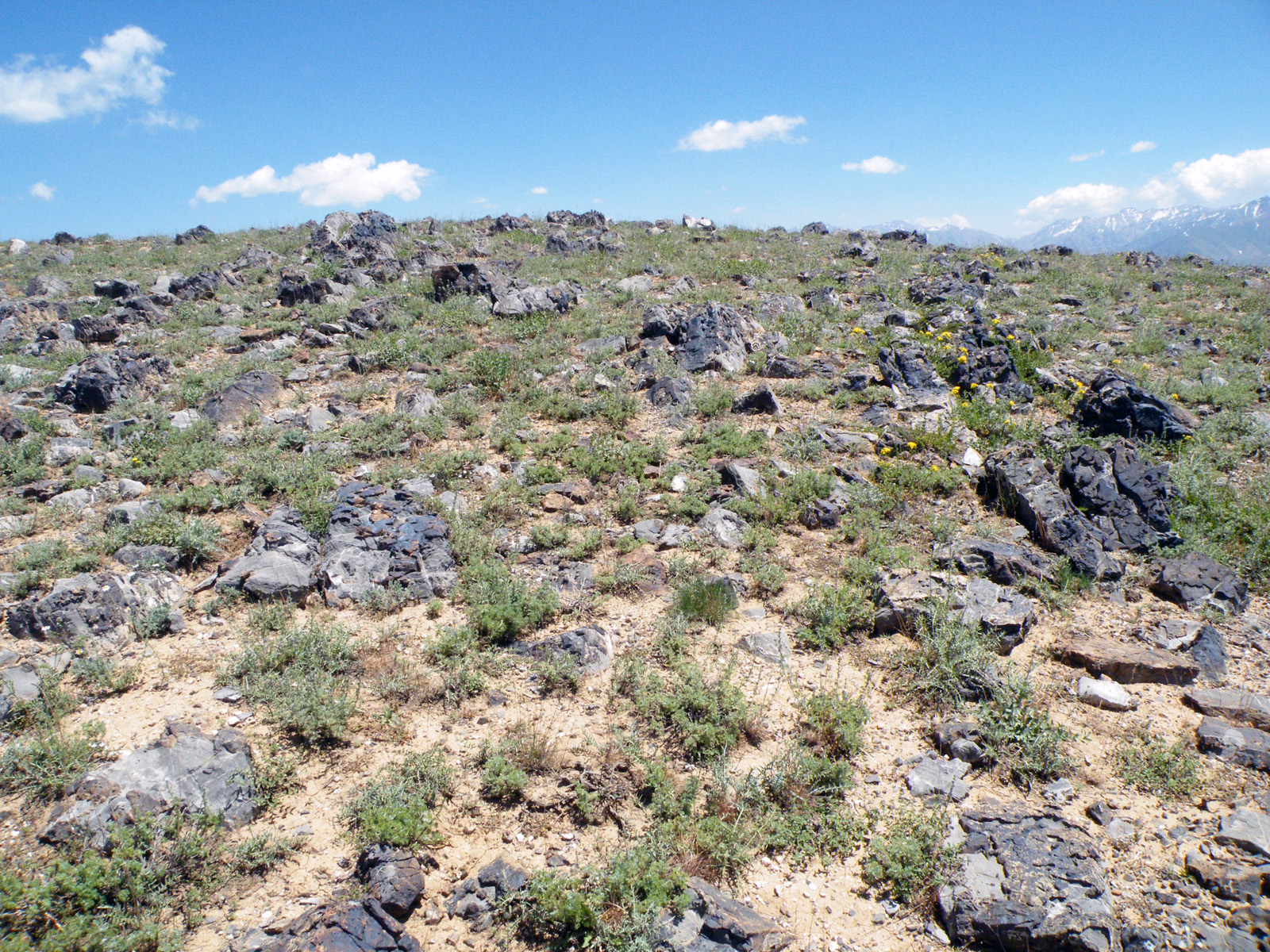
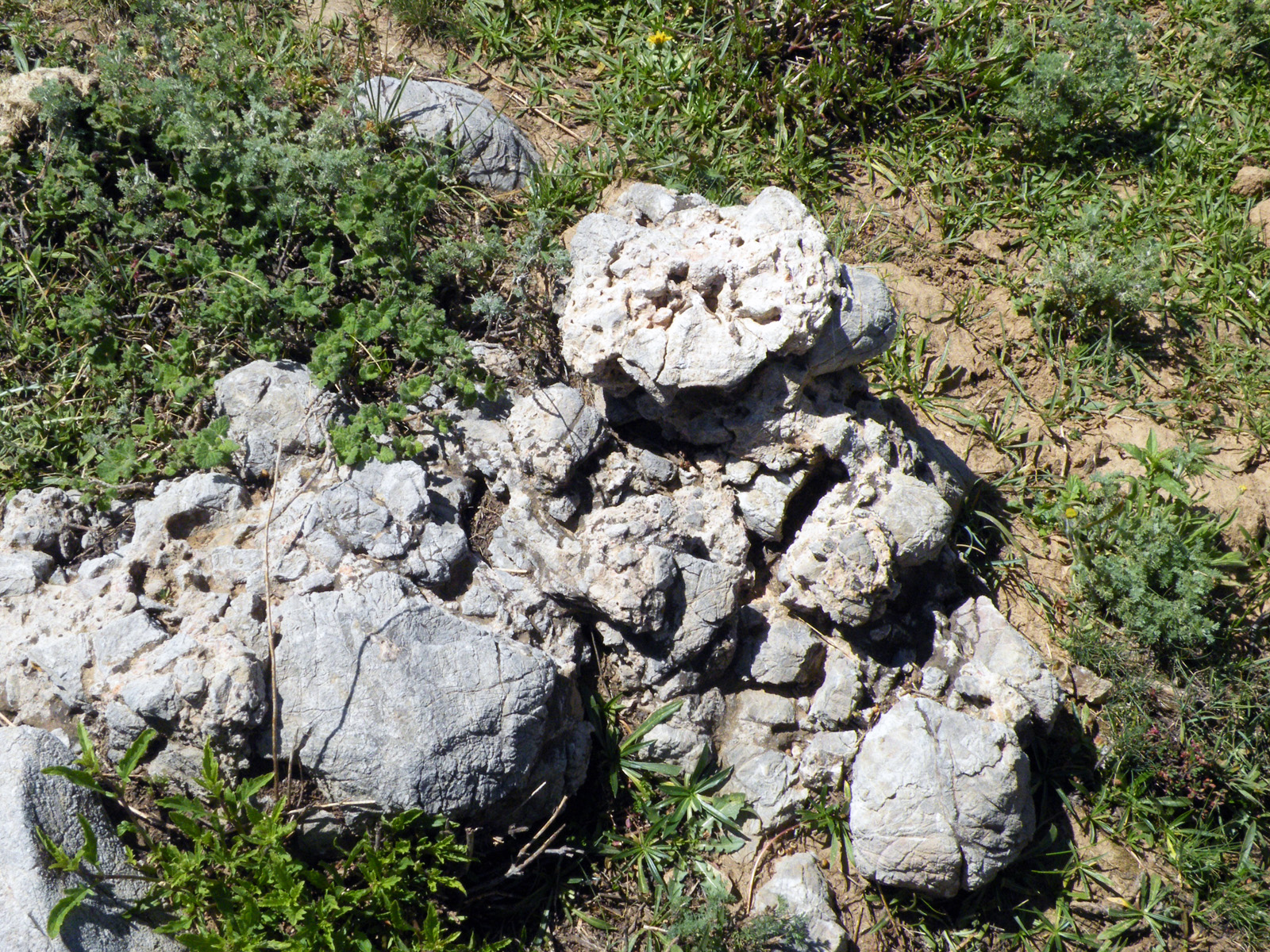
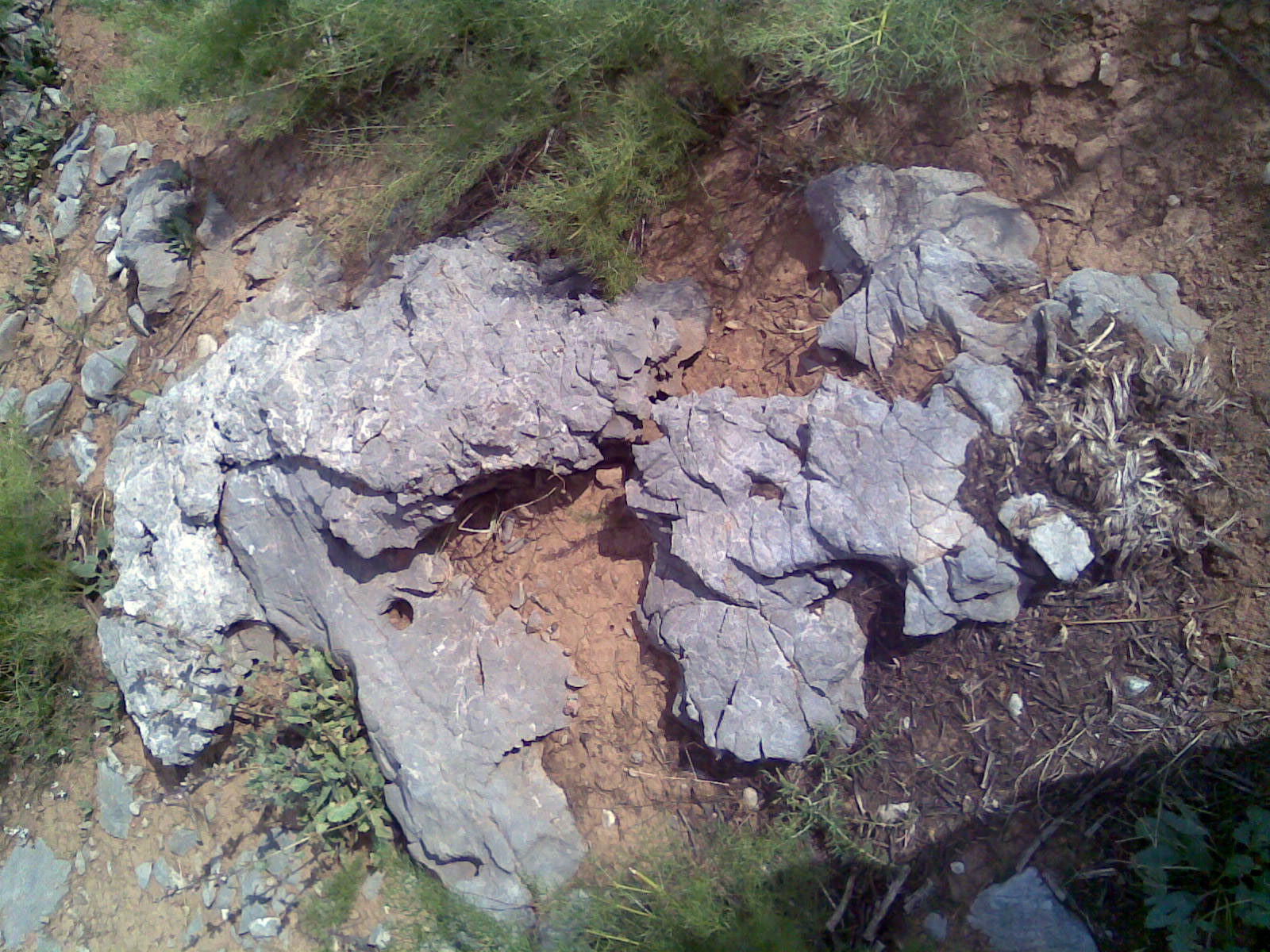
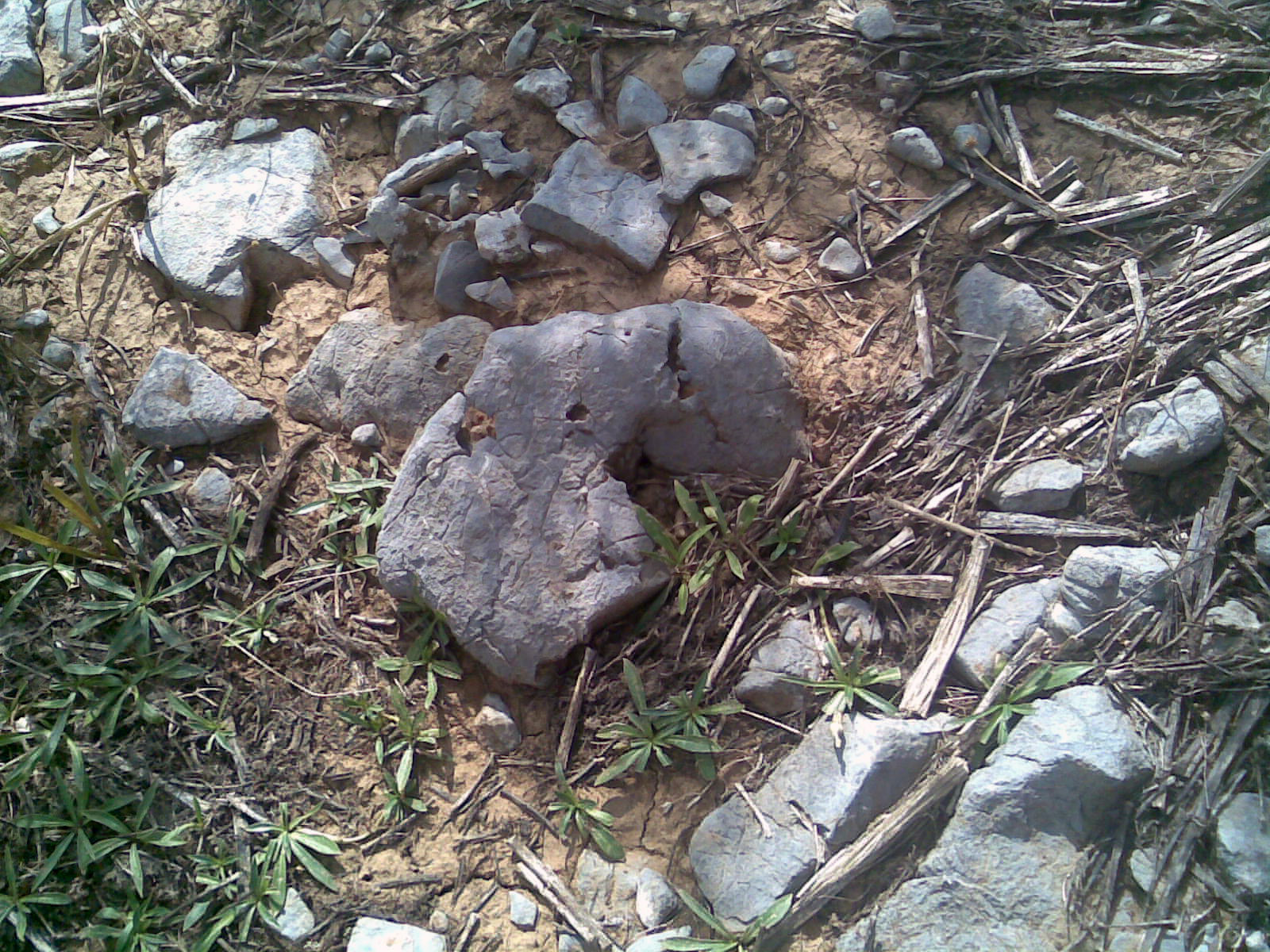
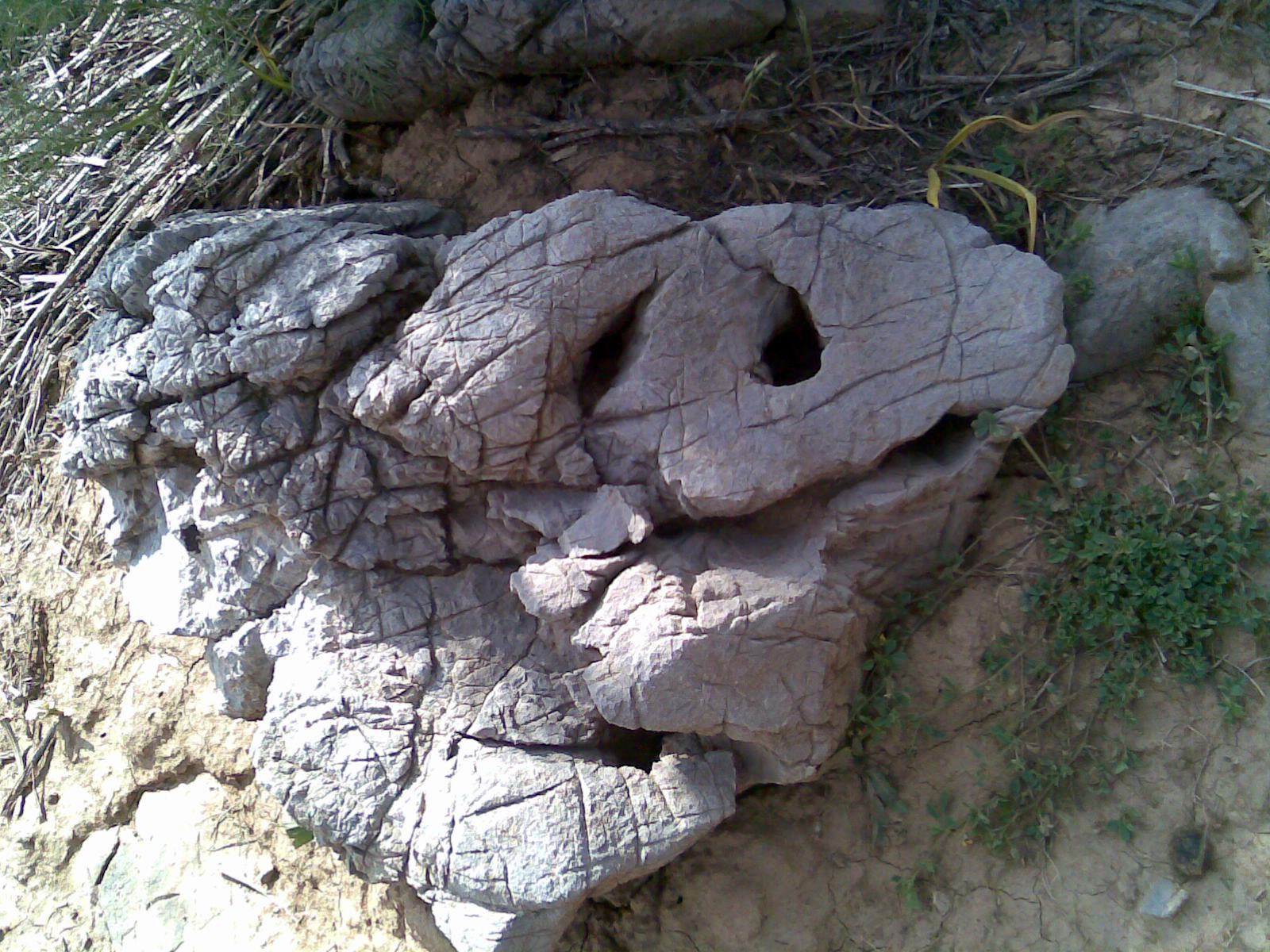

## Исследование пещеры Зайдмана

### Экспедиция 1988 года
Вход в пещеру Зайдмана был обнаружен в начале 80 годов Тимофеевым. (сам спелеолог открыл много пещер, вел секцию детского туризма в центральном доме пионеров г Ташкента) но команды на раскопки воронки к у него не было. Новосибирцы пришли по наводке.
В 1988 году один из крупнейших в то время новосибирских клубов (спелеоклуб института Связи) организовал большую экспедицию на плато Пулатхан, руководителем экспедиции являлся Сафонов Сергей. В экспедиции приняло участие около 20 человек, практически все опытные спелеологи, хотя поисковая экспедиция была делом новым почти для всех. Плато обследовалось и ранее, но явных входов экспедиции не находили. Новосибирская экспедиция остановила своё внимание на двух воронках, засыпанных камнями. В одной из дыр через три дня раскопок выпали в колодец 11 метров и попали на уступ в 4 метра. После двухдневного разбора очередного завала, правда уже из камней поменьше (2 дня) экспедиция попала в так называемый «русский меандр» — очень узкий, извилистый, практически непригодный для расширения. Главная заслуга в прохождении меандра принадлежит Зайдману Александру и Гайдамаку Аркадию. Наконец была найдена комбинация из примерно десятка положений тела, благодаря которой оказалось возможно попасть в часть пещеры расположенную за меандром. Повторить эту комбинацию самостоятельно, без проводника, не могли потом многие (почти все) опытные, спелеологи. Сами смогли пройти только ташкентцы, и то не с первого раза, и как они потом признались если бы они точно не знали, что дальше есть дыра и она 'прет', они бы ни за что в него не полезли. Из 10 человек в ташкентской экспедиции узость смогли пройти только четверо, причём первый, самый стройный участник экспедиции шёл участок длиной в 7 метров 2.5-3 часа.
Экспедиция 1988 года закончилась на глубине около 30 метров, над огромным камнем, неизвестно на чём висящем, и над первым настоящим колодцем. Камень был чрезвычайно страшным на вид, экспедиция решила не соваться под него.

### Экспедиция 1989 года

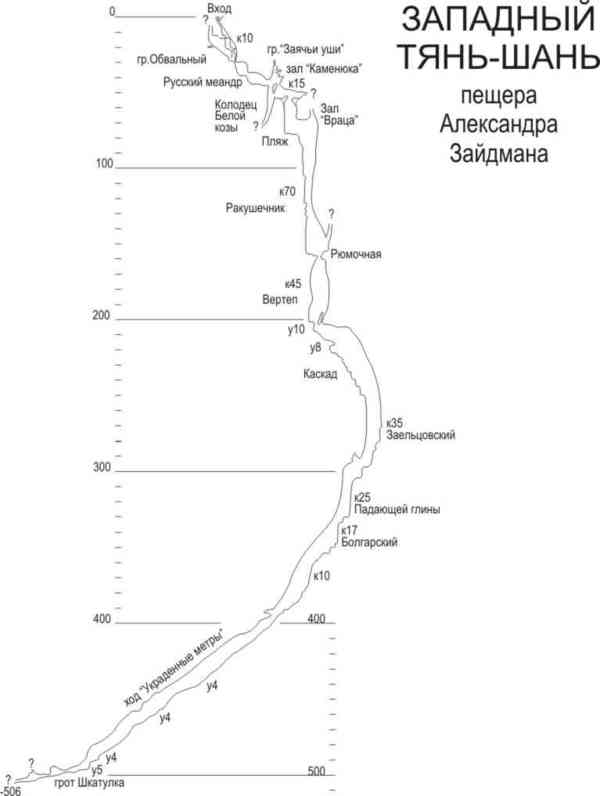
Схема пещеры Зайдмана

7 марта 1989 года Александр Зайдман трагически погиб в пещере Заблудших на Кавказе. Осталась инициативная группа в составе 4…6 человек, которая своей главной задачей на ближайшие несколько лет поставила прохождение пещеры. В 1989 году группа в составе 10 человек (4 рабочих человека) попала на плато, руководил экспедицией Гоголев Валентин. Ресурс веревок и крючьев, захваченных с собой, был истрачен очень быстро: пройдя 3 новых колодца и остановившись на глубине около 90 метров, группа была вынуждена свернуть все работы непосредственно в дыре. Главная задача экспедиции была все же выполнена — группа убедилась, что пещера действительно идёт, что группа наконец попала в нормальную вертикальную часть и остановилась над большим (как выяснилось впоследствии — 70-метровым) колодцем.

### Экспедиции 1990 года
Приехав в Новосибирск, группа исследователей начала активно вести переговоры с другими клубами, откликнулись Добров и Мишин. На следующий (1990) год к Доброву и Мишину приезжала болгарская экспедиция. Клуб, который взаимодействовал с Мишиным, согласился на работу на плато и оплатить вертолёт. И в июле на плато забросилось около 40 человек. Однако, вскоре выяснилось, что из всей экспедиции только 7 рабочих человек. За эту экспедицию группа смогла достичь глубины около 370 метров, остановившись на очередном уступе (как выяснилось впоследствии — последнем в дыре, несколько уступчиков в завершающем меандре не в счёт). В конце экспедиции было принято окончательное решение, что пещера вполне достойна того чтобы увековечить память Александра Зайдмана и была названа его именем. Благодаря болгарам в пещере появилось много интернациональных названий — 'Русский меандр' названный так болгарами, щель «Враца» (ворота по-болгарски и название города, откуда они приехали), являющаяся воротами в вертикальную часть пещеры, Болгарский колодец. Благодаря им пещера оказалась одна из первых в СССР, пробитых под SRT.
Следующая экспедиция на плато состоялась через пару месяцев, это была группа из Ташкента под руководством Владимира Долгого. До ташкентцев дошли слухи, что на плато обнаружена дыра, и они не смогли вытерпеть и не сходить в неё. Ташкентцы дошли почти до нынешнего дна пещеры. Топосъемка опять сделана не была, и вопрос об окончательном дне пещеры не был закрыт.

### Экспедиция 1991 года
В начале июня 1991 года на плато высадилась очень сильная экспедиция, состоящая из представителей спелеоклубов Новосибирска, Ташкента и Москвы. Руководил экспедицией Мишин Валентин. Только людей с опытом руководства 5-ми было 4 человека, ещё человек 10 с большим опытом 4-5. Экспедиция началась не успешно: в пещере был большой паводок от обильного таяния снегов, группу преследовали болезни, пять человек обожглись местной травой и ходили с огромными волдырями. Результатов почти не было, была достигнута уже ранее покоренная глубина и закрыт единственный вопрос — «штаны» сразу за «русским меандром». В августе того же года на плато высадилась новая экспедиция, руководил экспедицией Добров Олег. Впервые количество «рабочих» людей существенно превышало общее количество остального народа, видимо, это дало хорошие результаты. Был пройден непройденный ранее калибр на «дне», это не прибавило существенно по длине и глубине. Выяснилось, что за первым калибром небольшая галерея, и новый калибр уже точно не проходимый, долбить его бесполезно, только взрывать. Пещера в нижней часть выполаживается, и все ближе приближается к предполагаемому нами выходу в виде источников, известных местным пастухам. Было похоже, что почти всю возможную глубину пещера выбрала. Был поставлен подземный базовый лагерь и детально обследована нижняя часть пещеры. Наконец-то была сделана нормальная топосъёмка как самой пещеры, так и поверхности для привязки входа к существующим источникам — этой экспедицией было закончено исследование ныне известной части пещеры. Итак, за четыре летних сезона с 1988 по 1991 года было проведено 6 экспедиций и достигнута глубина 506 метров.
Пещера вошла в 20-ку глубочайших на тот момент пещер СССР.

## Животный мир

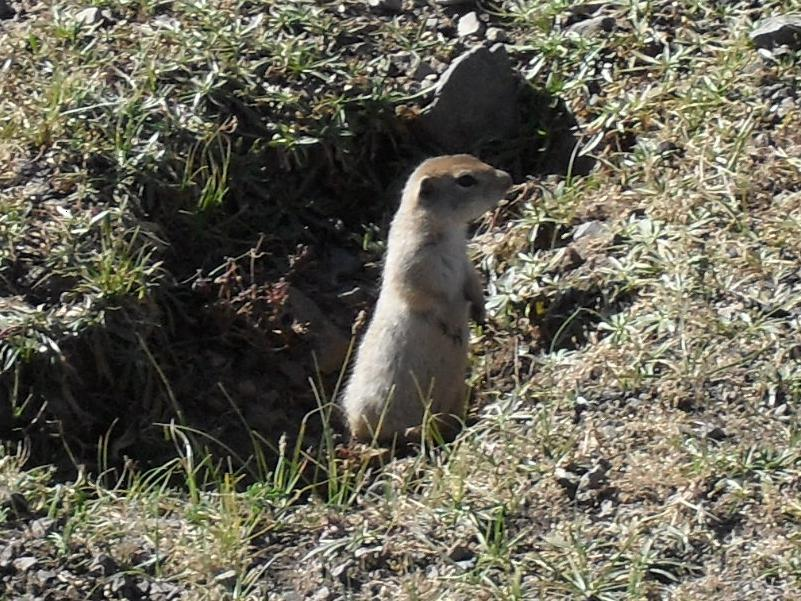
Суслик — типичный представитель местной фауны

Из-за относительной удалённости и труднодоступности, плато посещают лишь туристические группы и местные пастухи. Животный мир сохранился лучше, чем в популярных местах отдыха Ташкентской области. На плато расположена колония сусликов и сурков Мензбира, на которых охотятся лисицы. Скалы, из которых сложены стены Пулатхана, служат убежищем для горных козлов, изредка встречаются медвежьи следы и помёт, судя по всему, на плато забредает белокоготный медведь

## Легенды
Из-за удалённости плато от цивилизации и уникального внешнего вида, Пулатхану приписываются мистические свойства, сообщается о наблюдении НЛО. Согласно легендам, в средние века на плато благодаря естественной неприступности располагался рынок, как подтверждение легенд, в реках, протекающих вокруг плато находят золотые нити и монеты тех времён. Легендами овеяна и этимология слова «Пулатхан».

### Легенда про хана Пулата
Кокандский хан по имени Пулат затеял вражду со своим племянником, поссорившись с ним из-за прекрасной молодой девушки. Желая отомстить за нанесенную ханом Пулатом обиду, его молодой племянник начал собирать против него войско, в чём немало преуспел. Племянник взошёл на ханский престол, но не забыл обиды на своего дядю, хана Пулата.
После поражения хан Пулат был вынужден бежать, скрываясь в непроходимых горах, чтобы сохранить не только свою жизнь, но и жизнь своих детей, супруги, слуг и оставшихся в живых воинов. Со временем он достиг труднодоступного плато, где и решил обосноваться, невзирая на суровые условия горной зимы. Здесь было главное: источник чистой питьевой воды, площади для выпаса скота, неприступные, отвесные со всех сторон стены, амбразуры глубоких пещер, которые надежно укрывали от неприятеля, обзор на многие десятки километров и один-единственный проход на плато, который легко удерживался под контролем в случае появления врага.
Молодой хан, не желающий забывать обиды, нанесенной его самолюбию ханом Пулатом, страстно желал только одного — смерти своего обидчика. Непрестанно высылая в разные концы края своих доверенных, он вскоре получил достоверную информацию о местопребывании хана Пулата. Тщательно подготовившись к уничтожению своего дяди, молодой хан приступил к осуществлению мести.
Под видом каландаров два воина молодого кокандского хана прошли скалистым коридором на плато и, обманув стражников, стоящих на дозоре, уничтожили всю охрану. Возможность скрытно пройти на плато и остаться незамеченными была в руках беспощадного неприятеля.
Хан Пулат и его люди, не предупрежденные о вторжении врага, отчаянно и мужественно отстаивали построенный ими мир, понимая, что отступать некуда, ибо за ними пропасть. Они должны были удержать яростный и внезапный напор врага, чтобы любимая жена хана Пулата, собрав небольшой скарб, успела скрыться вместе с детьми в одной из пещер плато.
Молодой кокандский хан удовлетворил своё самолюбие, не оставив никого в живых: ни хана Пулата, ни его людей, за исключением молодой супруги и её детей.

### Легенда про пастуха Пулата
В очень давние времена на Малом Майдантале, одном из притоков реки Терекли, был посёлок, его остатки сохранились по сей день. Жители села занимались скотоводством, охотой, растили детей и радовались жизни. Однажды в конце лета на Майдантале появилось войско соседнего хана. Он не случайно выбрал именно это время, зная, что все мужчины пасли скот высоко в горах. В кишлаке остались только женщины да молодой пастух, богатырь Пулат. Он недавно женился и поэтому не пошёл в горы вместе со всеми. Пулат вступил в бой с неприятельским войском. Постепенно отступая, он привёл его на ровное узкое плато. Со всех сторон оно было окружено отвесными стенами, и только в одном месте плато соединялось узким перешейком с гребнем, ведущим на Майдан-тал. Израненный Пулат с трудом отбивался. Казалось, конец уже близок, и тут на помощь богатырю явилась жена — красавица Айим. Десятки воинов бросились к ним, но Пулат и Айим вдруг исчезли, будто провалились сквозь землю. Где было знать врагу, что они скрылись в пещере, о которой знала лишь Айим? Там она залечила раны мужа и вывела его к посёлку подземными ходами. Между тем собравшиеся по сигналу мужчины отрезали неприятелю единственно возможный путь к отступлению…
С тех пор плато называется «Пулатхан» а пещера — «Айим-Кавор».

### Средневековые отшельники
Гроты в которых селились аскеты имеют конкретную маркировку в виде короны (исходящих лучей) Таковые гроты в нижнем ярусе отсутствуют по причине безводности. Только в верхнем. На самом плато. Самый известный в истоках Азалсая. Так называемый грот отшельника (не аскета) на нижнем ярусе это место где купцы прятали свой не проданный в горах товар чтобы не везти его обратно. Спуститься в него без веревки невозможно, а те времена длинная веревка способная выдержать человека была далеко не у всякого.

## Галерея

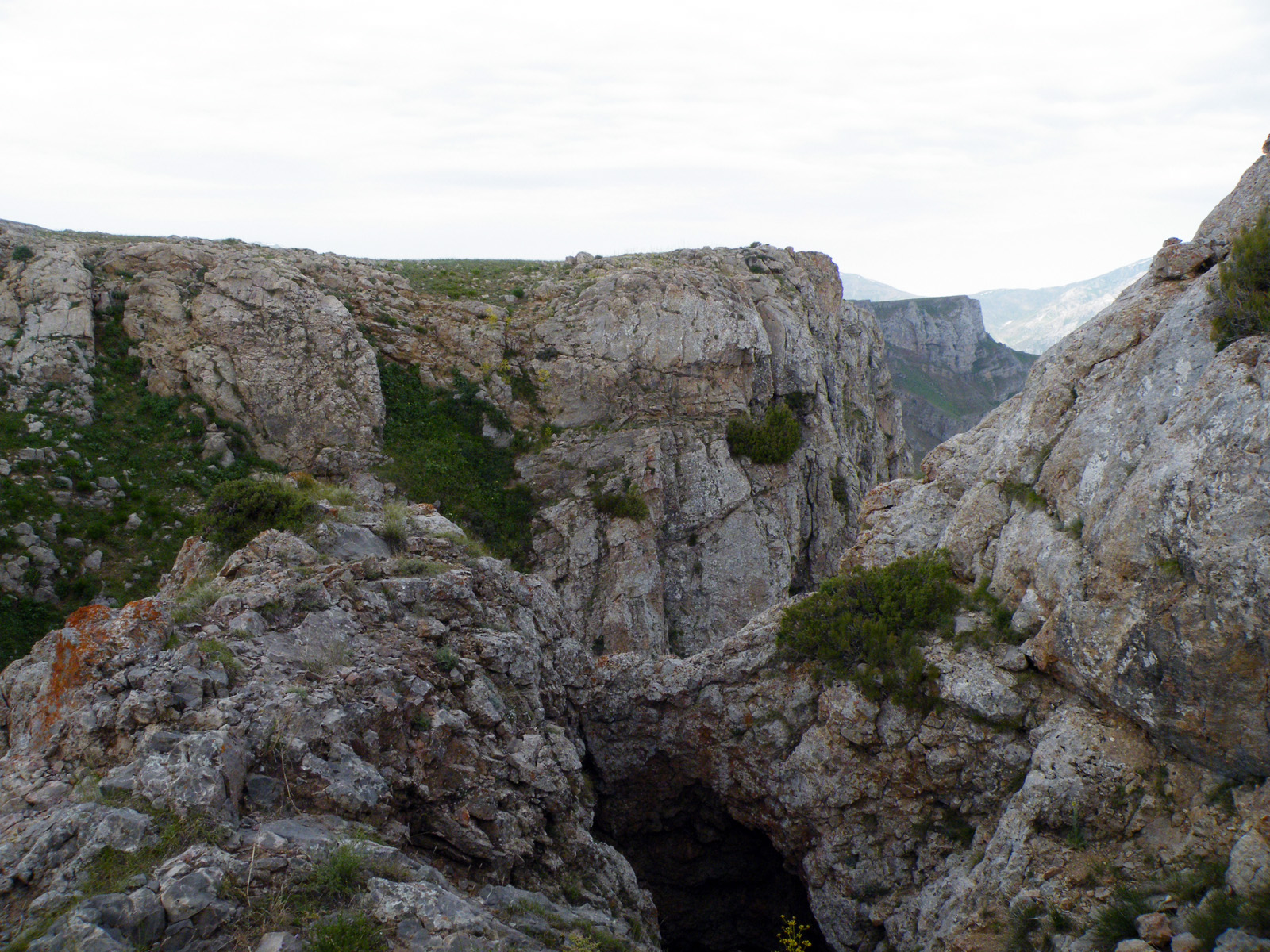
Обрывы в сторону реки Караарча в восточном коце плато
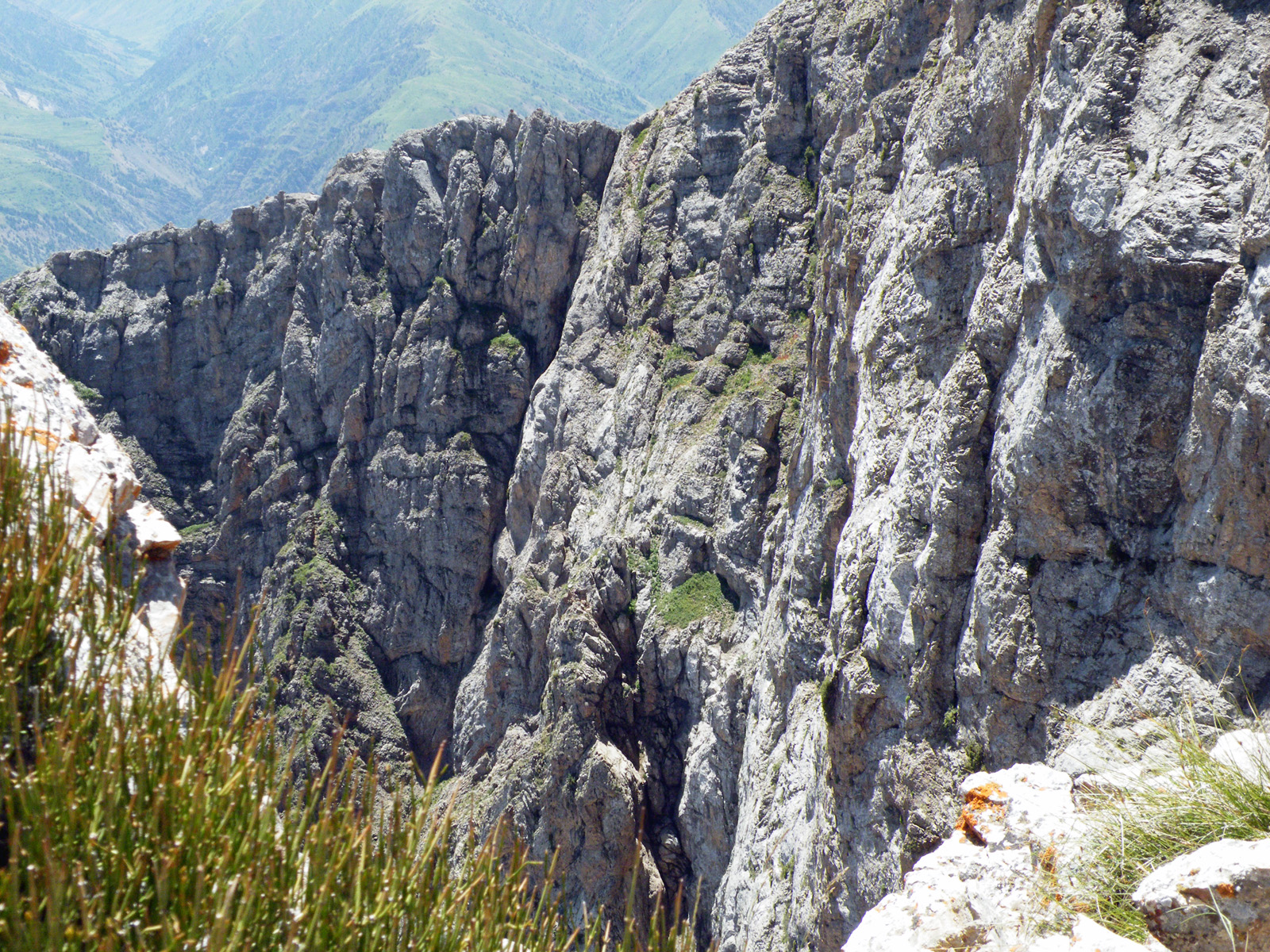
Обрывы восточного склона
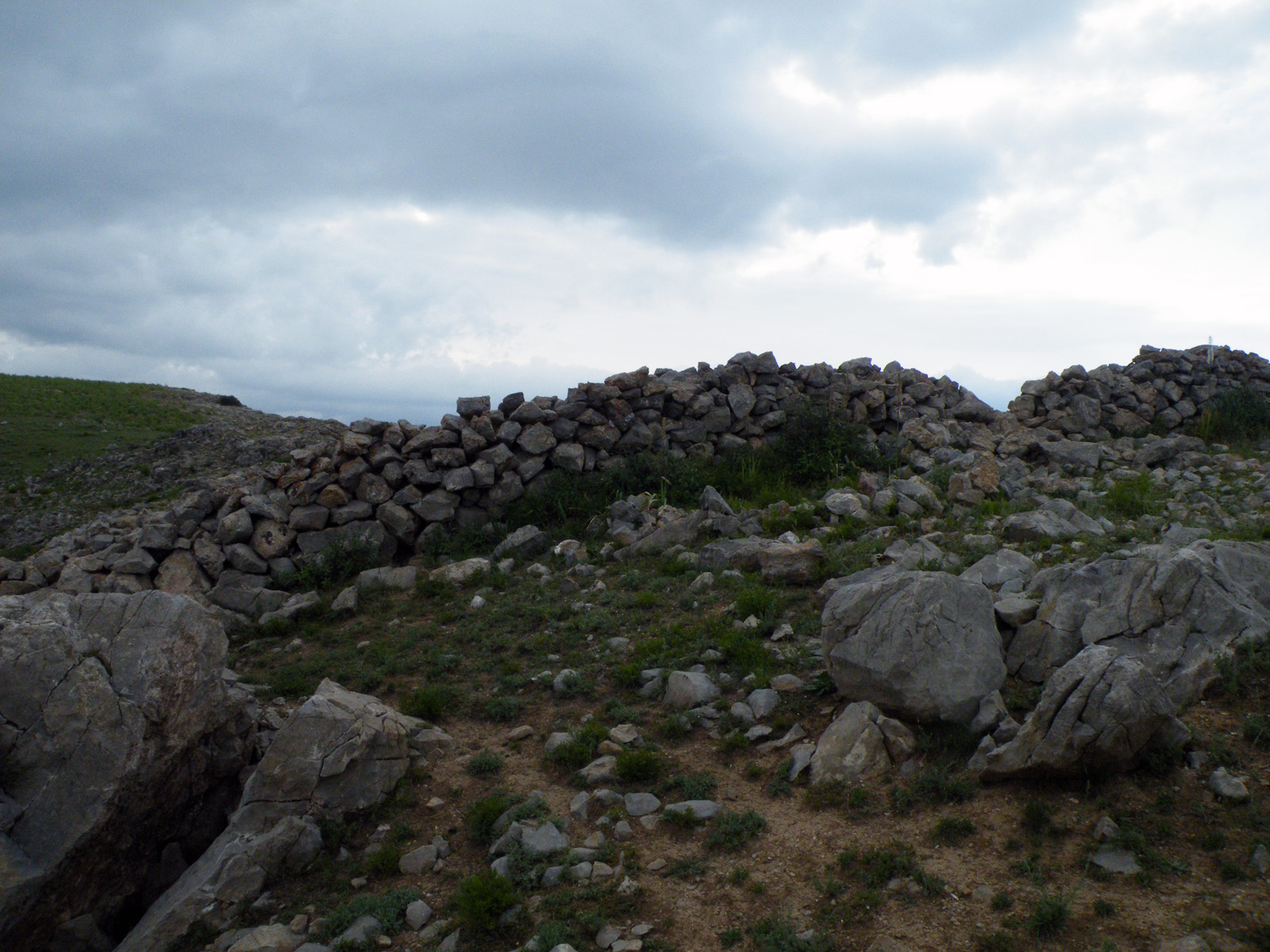
Легендарная стена Пулата
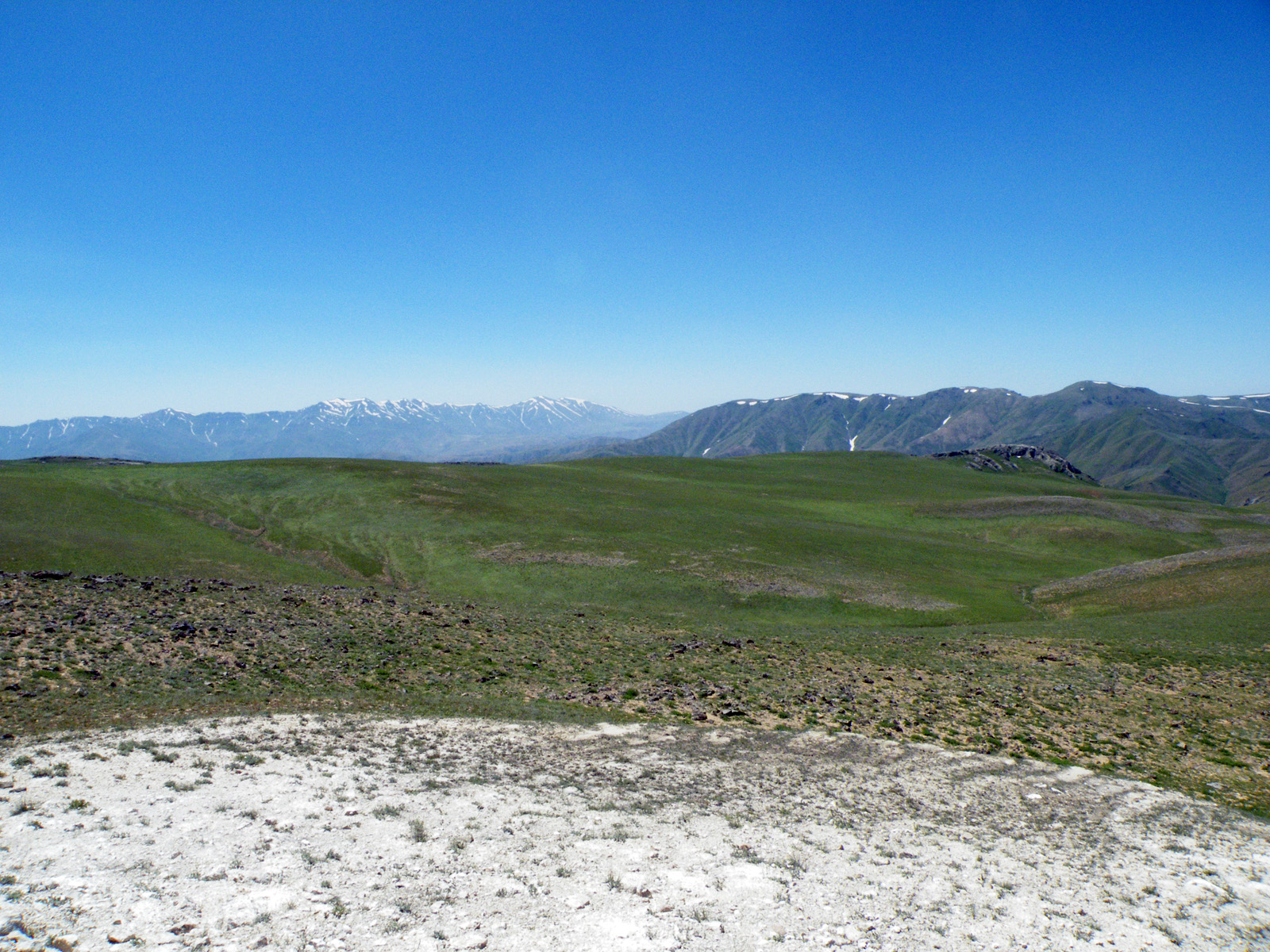
Вид на горы Кызылнура и Карангур с плато
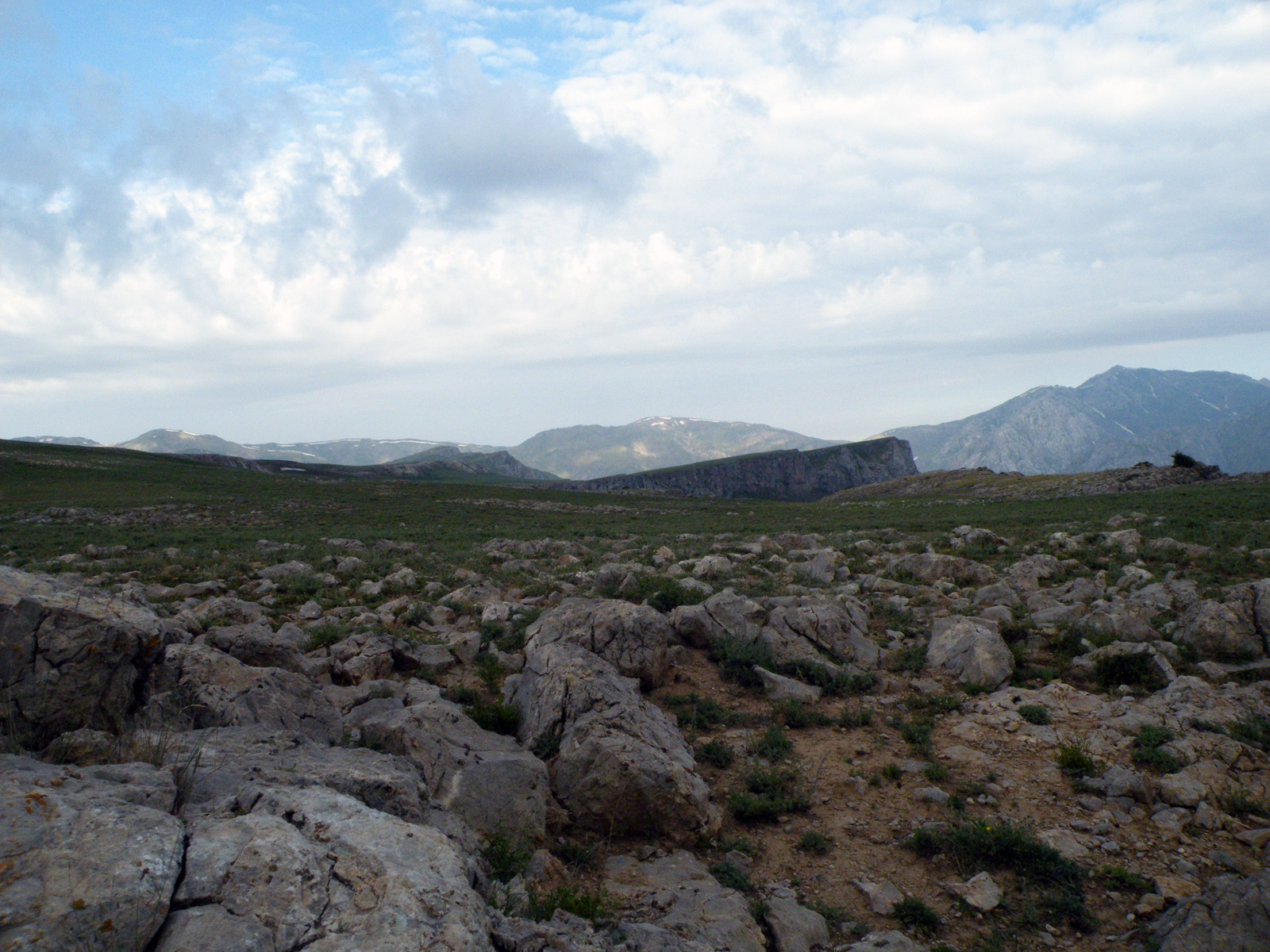
Поверхность плато
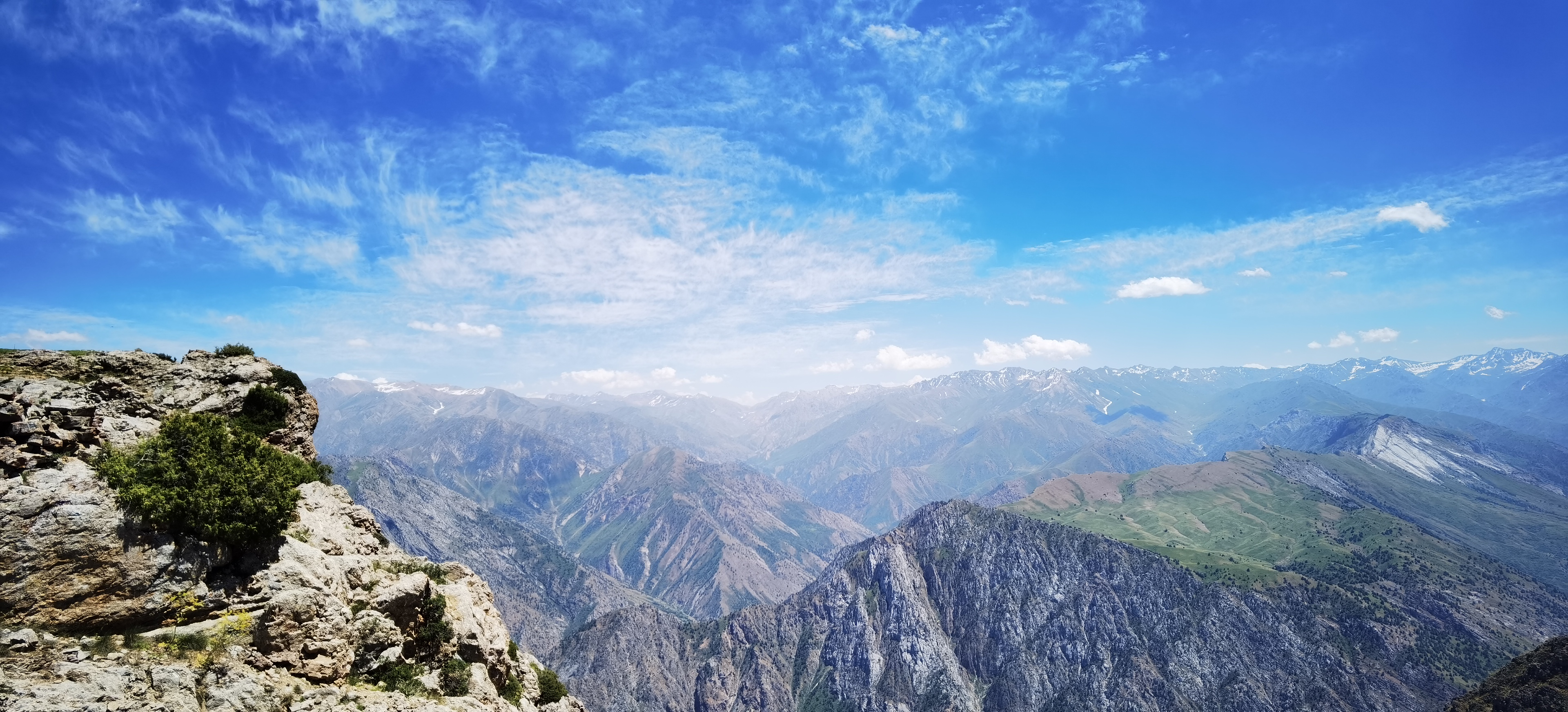
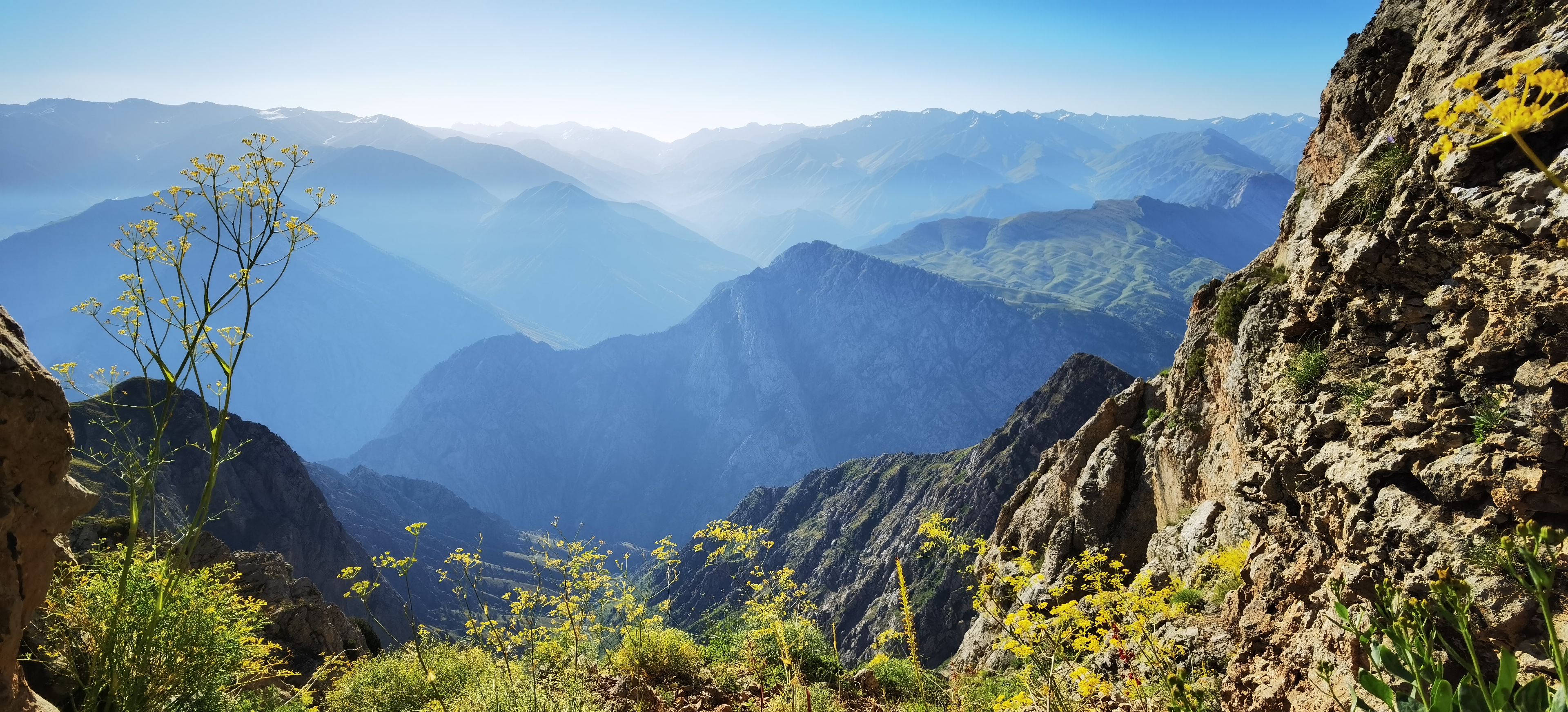